# One World Trade Center

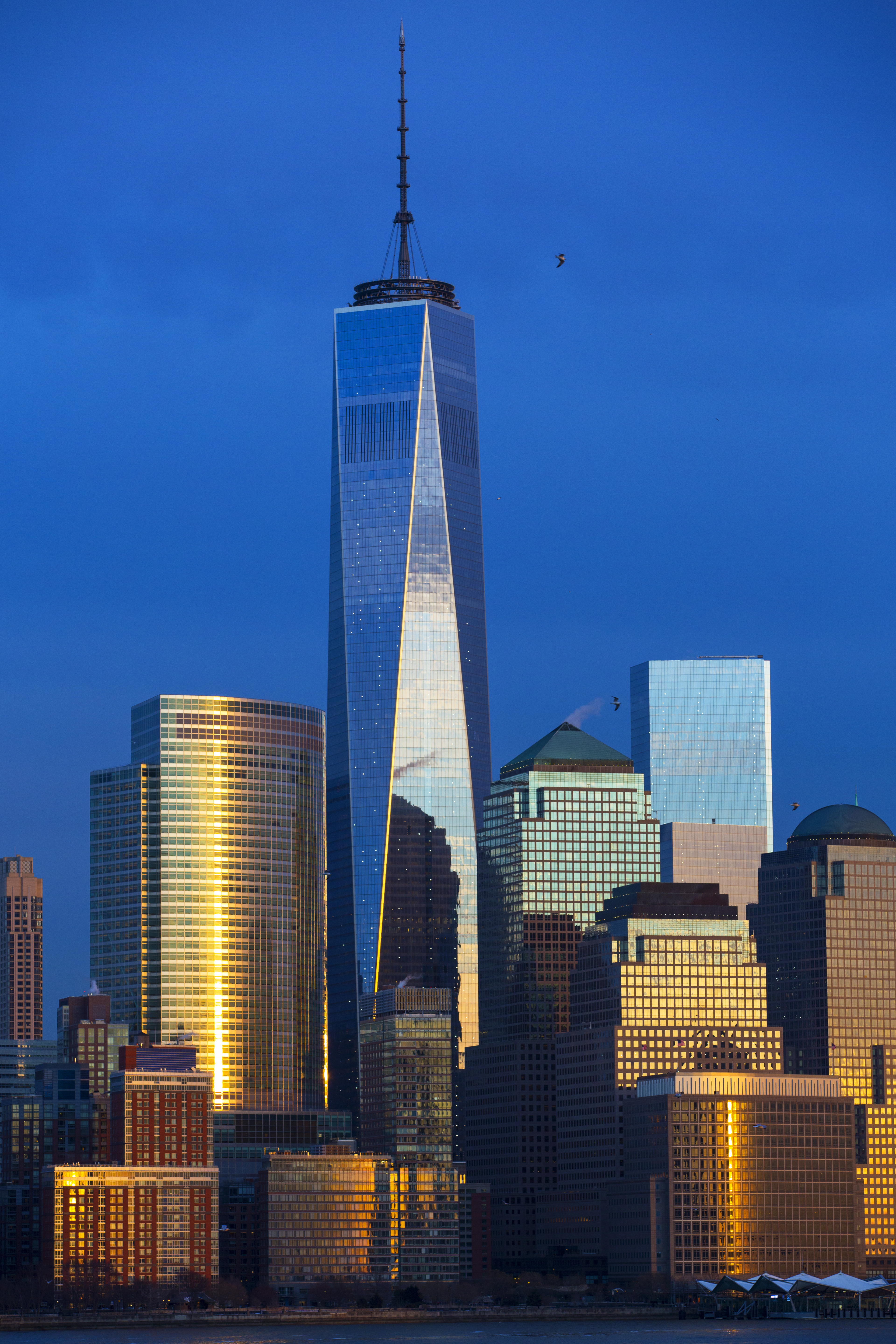
Blick auf das One World Trade Center vom Hudson River

Das One World Trade Center [wʌn wɝld ˈtɹeɪ̯d ˌsɛn(t)ɚ], abgekürzt 1 WTC (bis März 2009 Freedom Tower), ist ein Wolkenkratzer im neuen World Trade Center in New York City und das höchste Gebäude der USA. Es wurde von 2004 bis 2015 auf der auch als Ground Zero bekannten World Trade Center Site an Stelle des am 11. September 2001 bei Terroranschlägen zerstörten früheren World Trade Centers errichtet. Das 541,3 Meter hohe Gebäude ist seit dem Richtfest am 10. Mai 2013 das höchste der Vereinigten Staaten und aktuell das siebthöchste Gebäude der Welt. Fertiggestellt wurde das Bauwerk Anfang November 2014, als auch erste Mieter die Büros bezogen. Die Aussichtsetage sowie das Restaurant in den obersten Etagen wurden Ende Mai 2015 eröffnet.
Die Eigentümer des von David Childs im Büro Skidmore, Owings and Merrill (SOM) entworfenen Gebäudes sind die Hafenbehörde von New York und New Jersey und mit einer fünfprozentigen Beteiligung die Durst Organization.

## Name
Die offizielle Bezeichnung des 2001 zerstörten Nordturms lautete One World Trade Center, auch WTC 1. Die Zwillingstürme des alten World Trade Centers waren mit 1 und 2 gekennzeichnet; das neue One World Trade Center trägt somit den gleichen Namen wie der ehemalige Nordturm. Trotz einer leicht veränderten Position des Standorts in Lower Manhattan und eines anderen Baustils wird damit bewusst eine Tradition fortgesetzt. Außerdem handelt es sich beim Namen auch um die Adresse des Gebäudes.
Der ursprüngliche Wiederbebauungsplan sah für das neue Gebäude den Namen Freedom Tower (deutsch: „Freiheitsturm“) vor. Am 26. März 2009 benannten die Bauherren bei der Unterzeichnung des ersten Mietvertrages mit dem chinesischen Konzern Vantone Industrial das Gebäude in One World Trade Center (Welthandelszentrum 1) um, da es sich so besser vermieten lasse. Die Umbenennung wurde unter anderem vom New Yorker Bürgermeister Michael Bloomberg kritisiert. Die Kritiker der Umbenennung verweisen darauf, dass für viele Menschen das Gebäude nach wie vor Freedom Tower heiße, da dieser Name schon in der Planungsphase gebraucht worden sei. Für sie sei One World Trade Center die Bezeichnung des ersten Zwillingsturmes, der von 1972 bis 2001 existierte, und nicht des neuen Gebäudes.

## Lage

Lageplan des WTC-Komplexes mit neuen Straßenabschnitten

Der Bauplatz des One World Trade Center lag auf der World Trade Center Site, oft auch als Ground Zero bezeichnet. Dort stand bis zum 11. September 2001 das alte World Trade Center. Das neue World Trade Center liegt an gleicher Stelle im Südwesten des Stadtteils Lower Manhattan, dem südlichsten Teil der Insel Manhattan. Durch die Verlängerungen der Greenwich Street und der Fulton Street wird das alte Areal in vier Teile geteilt. Das neue One World Trade Center steht in der Nordwestecke der neuen Anlage. Zwischen dem früher zusammenhängenden 6,4 Hektar großen Areal und dem weiter westlichen Hudson liegen die West Street und der Gebäudekomplex Brookfield Place (früher World Financial Center).

## Beschreibung

### Architektur

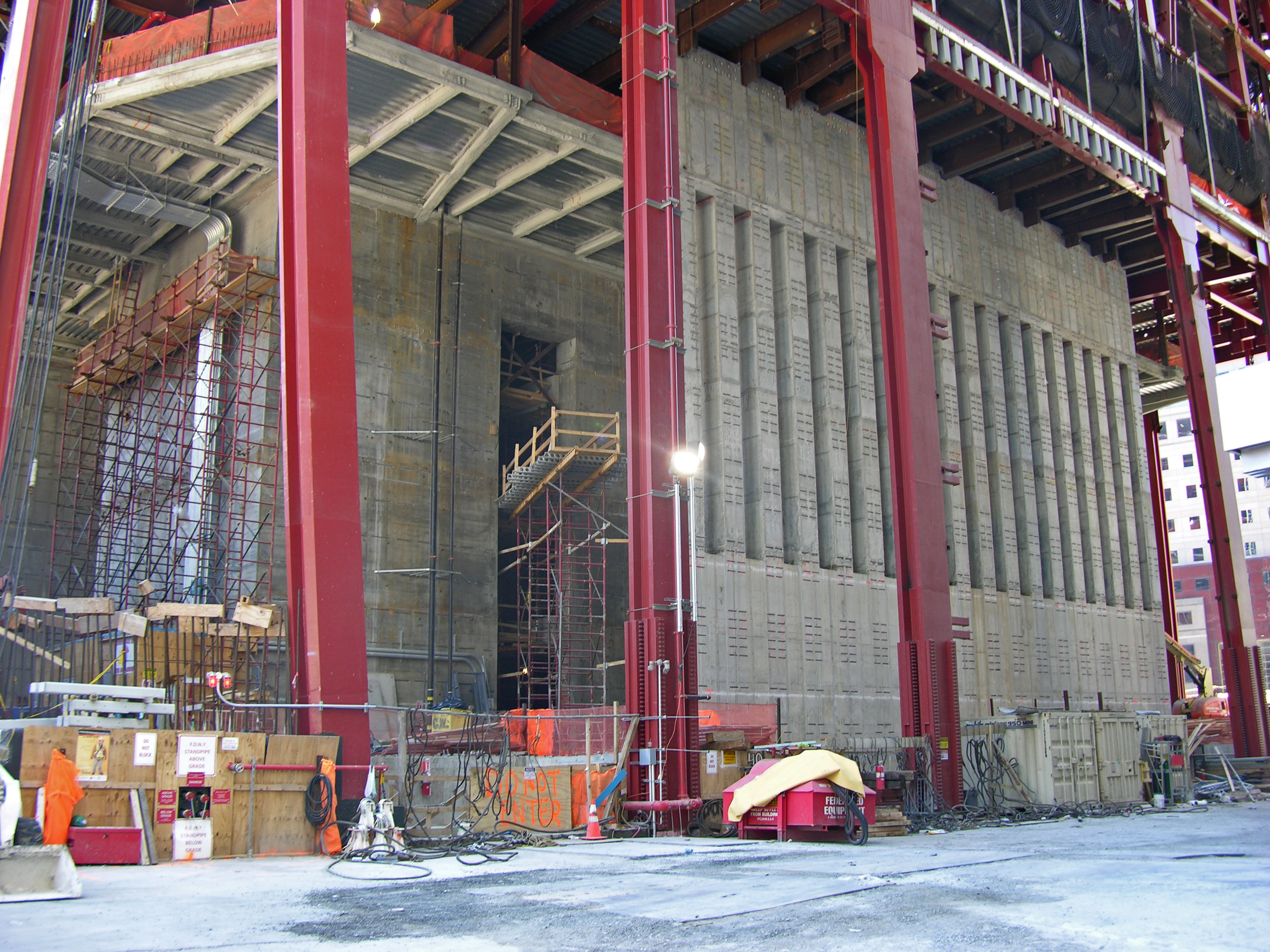
Die Lobby während des Baus; im Gebäude ist der Betonkern erkennbar.

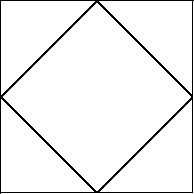
Grundrissschema des One World Trade Centers (Antiprisma). Das innere Quadrat stellt das Dach dar, das äußere die 20. Etage (oberhalb des Sockels).

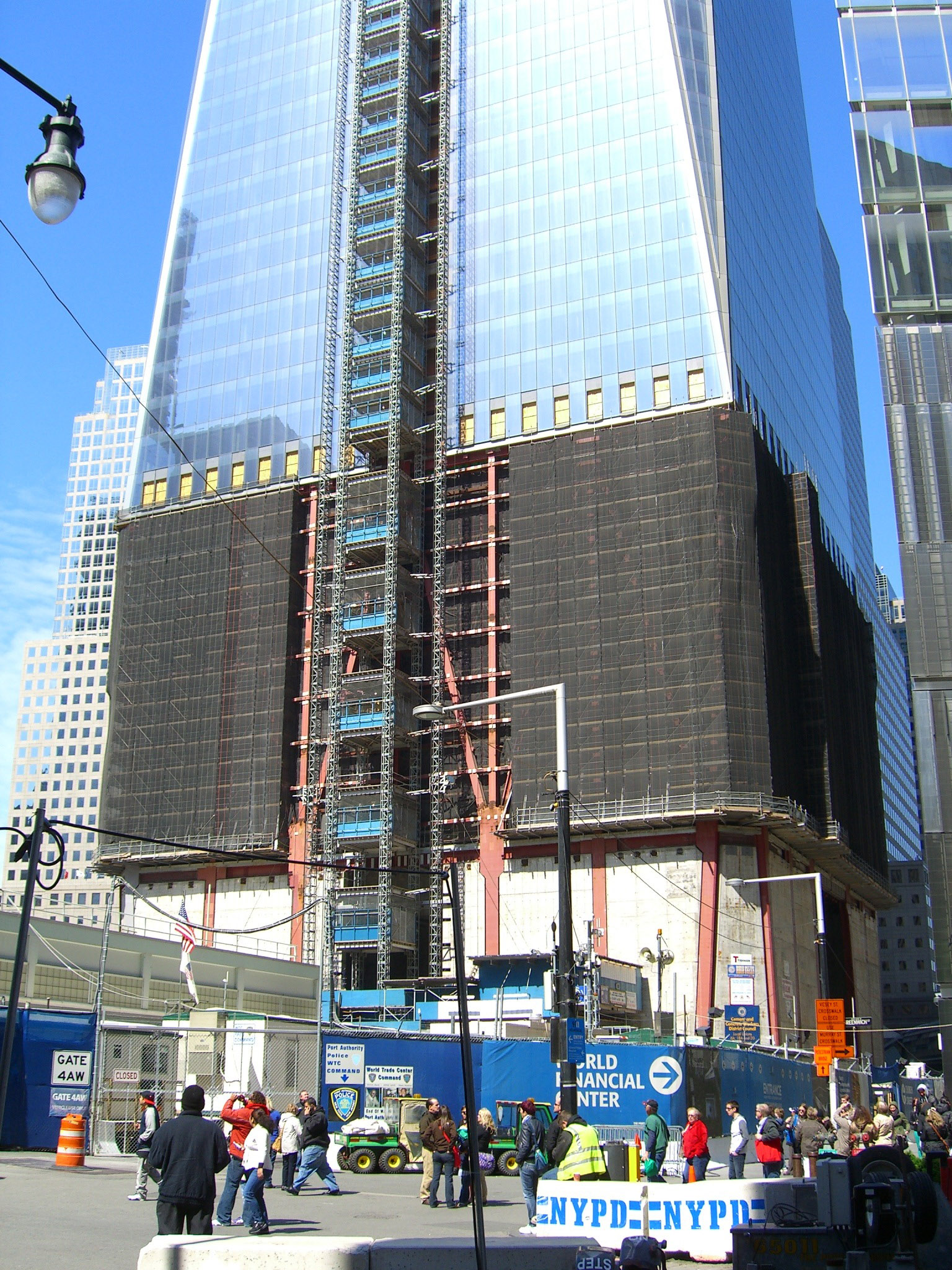
Der Gebäudesockel (April 2012)

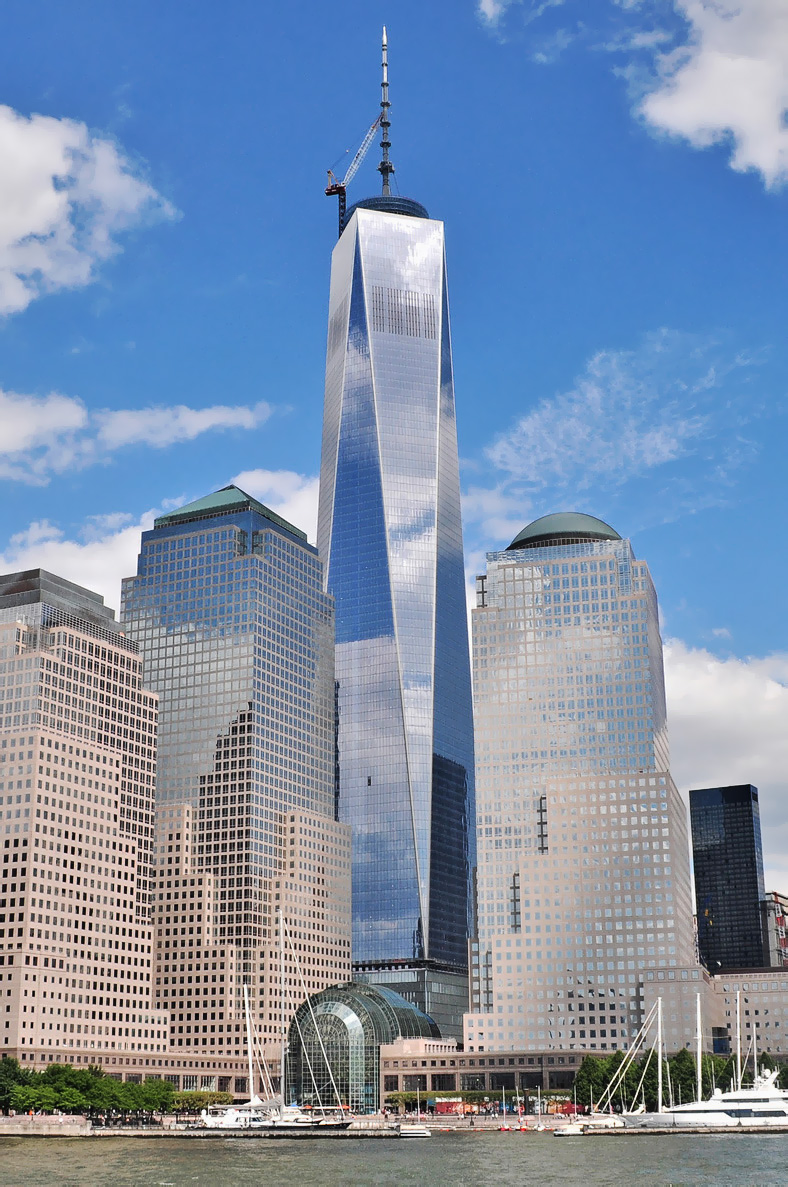
One World Trade Center vom Hudson River (Juli 2013)

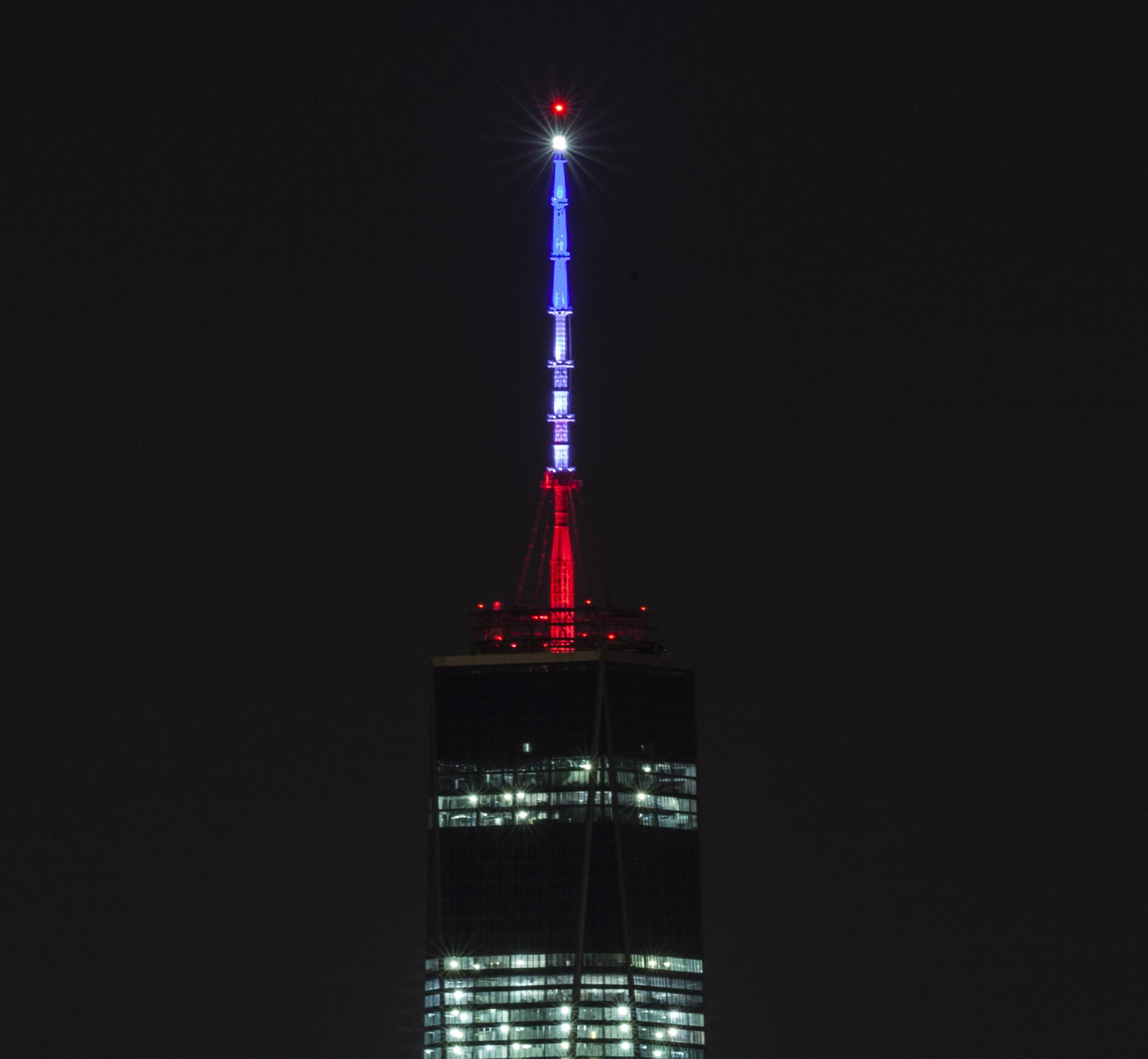
Die Turmspitze des One World Trade Centers bei Nacht, beleuchtet in den amerikanischen Nationalfarben

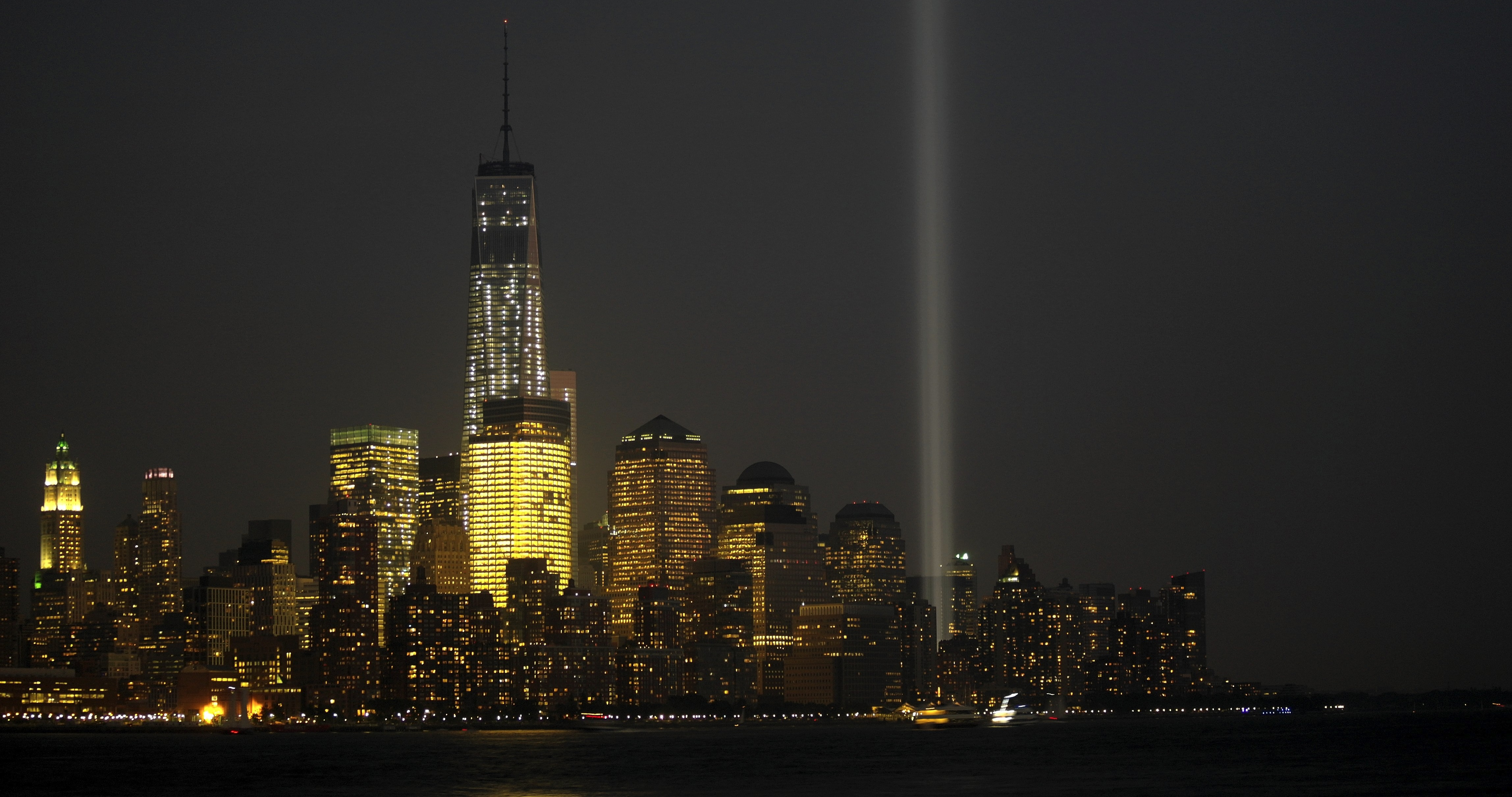
Lower Manhattan vom Hudson River aus gesehen mit dem One World Trade Center am Abend mit den Lichtsäulen Tribute in Light

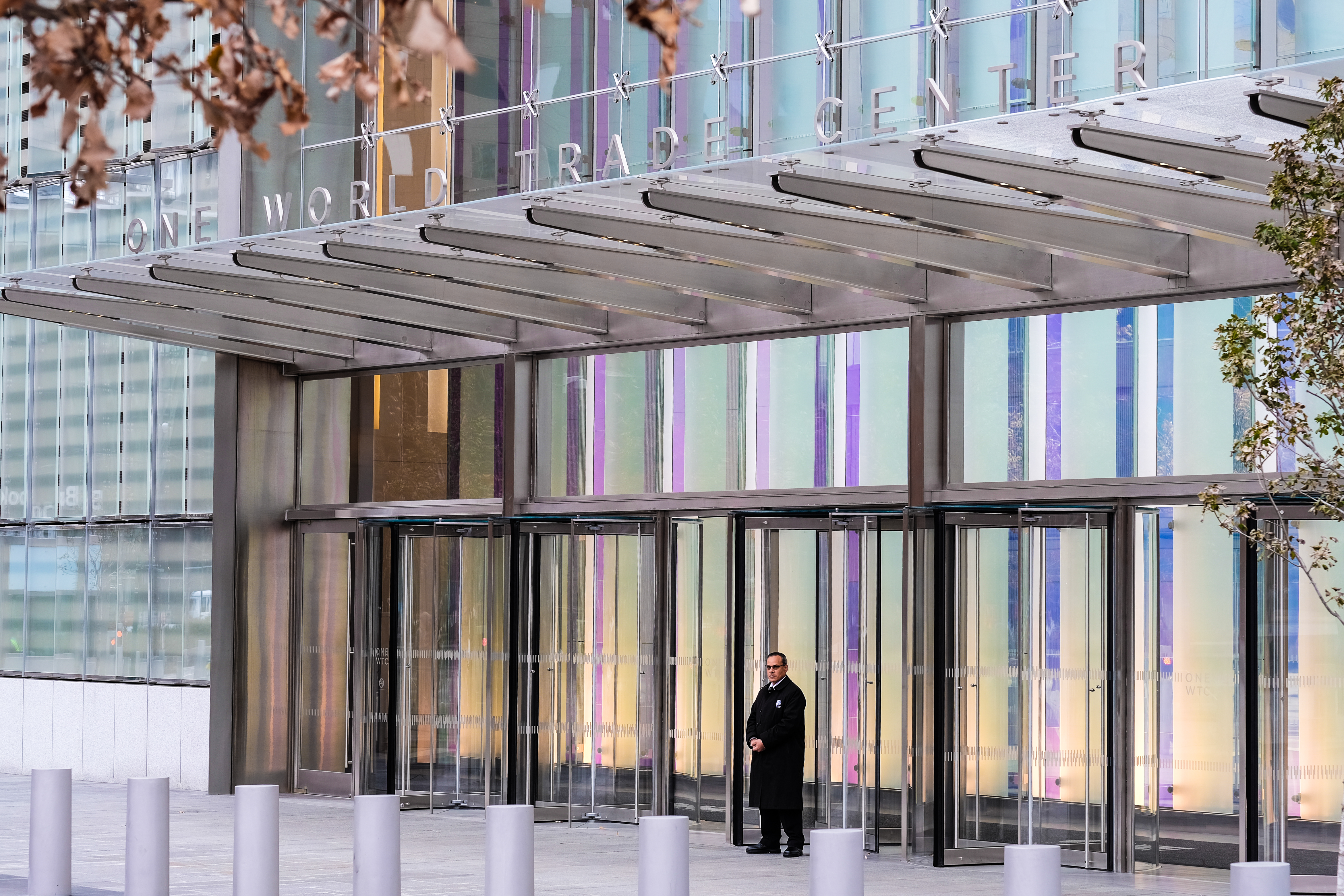
Eingangsbereich des One World Trade Center

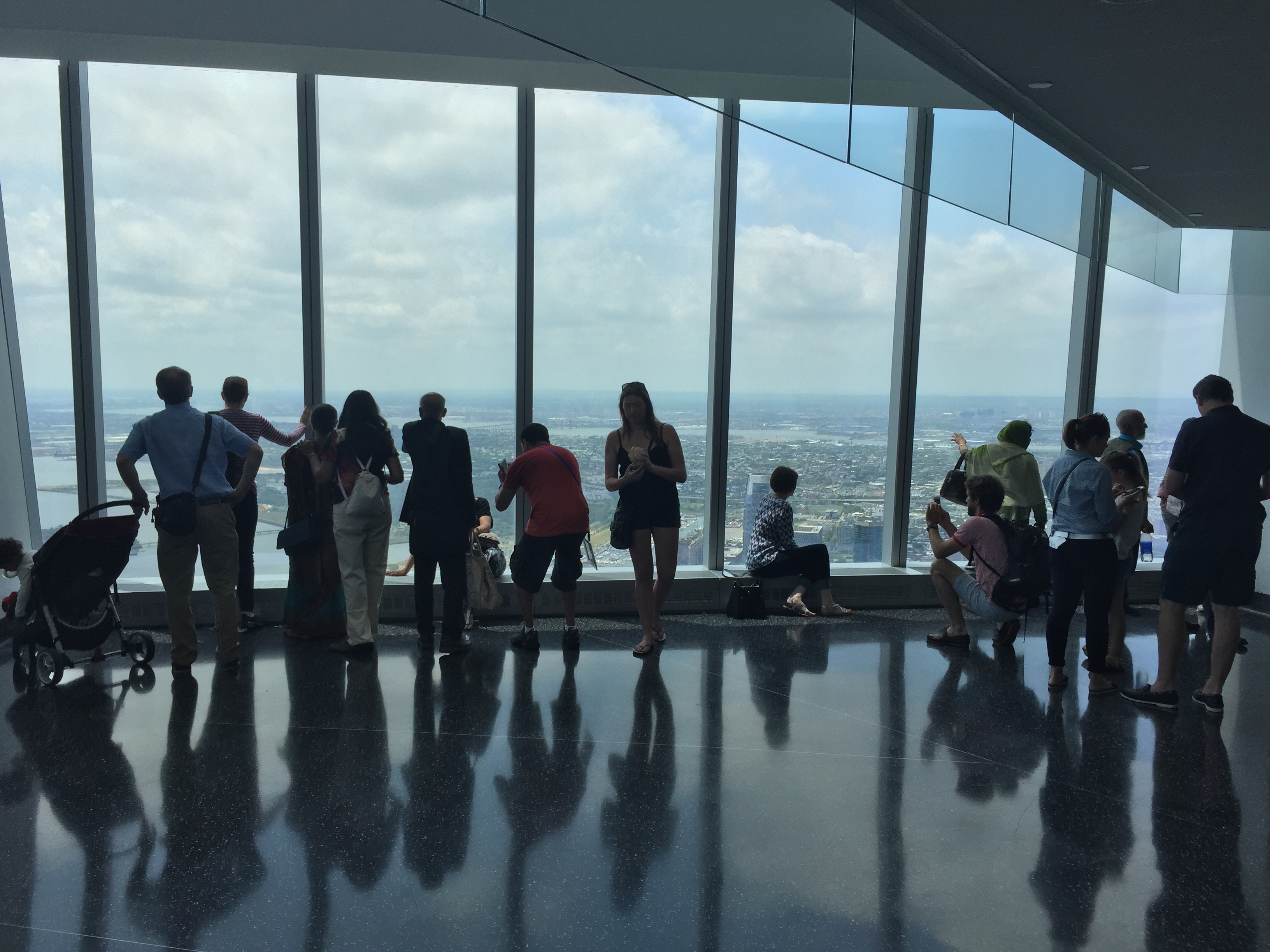
Die Aussichtsetage des Gebäudes

Das One World Trade Center wurde von dem Architekten David Childs vom amerikanischen Architekturbüro Skidmore, Owings and Merrill (SOM) entworfen. Grundlage war ein Entwurf von Daniel Libeskind, der 2002 den offenen Architektenwettbewerb gewonnen hatte. Am 28. Juni 2006 wurde der Entwurf von David Childs der Öffentlichkeit vorgestellt. Er ähnelt stark der 1999er Abschlussarbeit von Jeehoon Park, der deswegen Klage erhob.
Der Entwurf von Libeskind wurde stark verändert, insbesondere die Spitze, die an den Arm der Freiheitsstatue erinnern sollte, wurde komplett verworfen. Die neu geplante Spitze sitzt in der Dachmitte auf und verjüngt sich nach oben hin leicht. Ebenso wurde das Design des Baukörpers neu entworfen. Geblieben ist die symbolische Höhe des Turms von 1776 Fuß (541,32 Meter), die sich auf die Unabhängigkeitserklärung der Vereinigten Staaten aus dem Jahr 1776 bezieht.
Der Turm hat die Form eines langgezogenen quadratischen Antiprismas. Das quadratische Dach ist um 45 Grad zur quadratischen Grundfläche gedreht, so dass für die Außenwände des Turms (die Fassade) acht Dreiecksflächen entstehen; vier davon weisen mit der Spitze nach unten und vier nach oben. Das obere Quadrat ist dabei um genau so viel kleiner, dass es in der Draufsicht gerade in das untere hineinpasst. Dadurch sind die vier mit der Spitze nach oben weisenden Dreiecke senkrecht anstatt überhängend. Das untere Quadrat ist nicht das Erdgeschoss des Turms, sondern der Grundriss der 20. Etage. Die Stockwerke darunter bilden den Gebäudesockel.
Der Turm steht auf einem massiven Fundament aus Beton, das fast 60 Meter in die Erde reicht. Die Wände bestehen aus bis zu 91 cm starkem Beton und einem Stahlkorsett. Der Sockel (die ersten 60 Meter des Gebäudes) ist außen komplett mit Glas und rostfreiem Stahl verkleidet, ebenso die Fassade bis zum Dach. Das Glas des Sockels soll die Umgebung widerspiegeln. Aufzüge, Treppenhäuser und Versorgungsschächte sowie Leitungen befinden sich im Inneren. Umgeben sind diese von sehr massiven Schutzwänden aus Beton, die teilweise 91 cm stark sind. Im November 2011 wurde die Fassade des Gebäudesockels noch einmal umgestaltet.
Das eigentliche Bürogebäude ist bis zum Dach 417 Meter hoch. Dies entspricht der Dachhöhe des Nordturms des alten World Trade Centers. Über dem Dach folgt eine Art Ring, an dem einige Stahlseile die in der Mitte aufragende Spitze halten. Dieser Ring ragt bis zu einer Höhe von 427 Metern auf. Das 1 WTC hat insgesamt 104 Etagen (nach CTBUH-Kriterien 94), die eine Fläche von rund 325.000 Quadratmetern bieten. Es gibt 70 Büroetagen. Auf dem Dach wurde eine 124 Meter hohe Spitze installiert, womit die Gebäudehöhe von 541 Meter (1776 Fuß) erreicht wird. Die Spitze hat an ihrem unteren Ende einen Durchmesser von fünf Metern, nach oben hin verjüngt sie sich leicht. Durch zusätzliche Stahlseile am unteren Ende, die auf dem Ring am Dach befestigt sind, soll die Stabilität des massiven Mastes gewährleistet werden. Nachts wird die Turmspitze mit einem großen Lichtstrahl über den Himmel von New York City beleuchtet. Im Kern des Gebäudes sind 73 Aufzüge installiert, davon 54 für Personen, die damit das höchste Geschoss in 30 Sekunden erreichen.

### Sicherheitsaspekte
Im Juni 2005 gab es Bedenken um die Sicherheit des Gebäudes, so sollte es weniger als acht Meter von einer Straße entfernt stehen, wodurch die Gefahr von Autobombenanschlägen erhöht gewesen wäre. Der Gouverneur New Yorks und der Bürgermeister der Stadt erklärten daraufhin, dass nach den Warnungen der Sicherheitsbehörden eine gründliche Überarbeitung der Baupläne, insbesondere der unteren Etagen, nötig sei. An der geplanten Höhe sollte allerdings nichts geändert werden.
Das Konzept wurde dann überarbeitet und um umfangreiche Sicherheitsvorkehrungen erweitert. Der Architekt David Childs erklärte, er wolle ein bombensicheres Bauwerk errichten, jedoch nicht zu Lasten der Gestaltung. Für den glasummantelten Sockel wird Spezialglas verwendet und im gesamten Wolkenkratzer kommt Spezialstahl zum Einsatz. Dieser wird mit einer dicken Lage Brandschutzbeschichtung bestrichen. Der mangelhafte Brandschutz der Stahlbauteile wurde in den Zwillingstürmen häufig kritisiert, manche Stimmen behaupten, dieser sei hauptverantwortlich für den Einsturz der Türme am 11. September 2001 gewesen. Die New Yorker Hafenbehörde und Silverstein Properties kündigten an, dass auf den Brandschutz im Gebäude großer Wert gelegt werde. So sind die Treppenhäuser sehr breit angelegt, damit im Falle einer Katastrophe das Gebäude schnell verlassen werden kann und zudem durch dicke Betonwände geschützt. Ähnliche Sicherheitsaspekte wurden schon beim Bau des 7 World Trade Centers, nur einen Block vom 1 WTC entfernt und auch von David Childs entworfen, erfolgreich angewandt. Auch wurde der Abstand zu den umliegenden Straßen aus Sicherheitsgründen vergrößert.

### Wirtschaftlichkeit und Mieter
Die Finanzkrise ab 2007 gestaltete die Suche nach Mietern lange schwierig. Einige der im alten World Trade Center untergebrachten Firmen verlagerten ihre Büros in andere Gebäude oder verließen New York City. Im März 2009 wurde ein Leasing-Vertrag mit dem chinesischen Konzern Vantone Industrial geschlossen. Dieser wird in den Etagen 65 bis 69 ein sogenanntes China Center einrichten, wo sich chinesische Firmen ansiedeln und auf den amerikanischen Märkten expandieren sollen. Auch plant die New Yorker Hafenbehörde (Port Authority), der das Gebäude gehört, einige Büros im Gebäude unterzubringen. Auch der Bundesstaat New York beabsichtigt, einige Büros im One World Trade Center einzurichten (der Bundesstaat beteiligt sich mit knapp 10 Prozent an den Baukosten). Trotzdem galt die Realisierung bzw. Fertigstellung des Gebäudes als sicher, da das One World Trade Center insbesondere aus Versicherungsgeldern der Hafenbehörde sowie deren Eigenkapital finanziert wird.
Am 8. Juli 2010 gab die Hafenbehörde bekannt, dass die Durst Organization neuer Partner am Projekt werden wird und 100 Millionen Dollar investieren wird. Dieses Unternehmen realisierte in New York bereits mehrere andere Projekte wie den New York Times Tower (gemeinsam mit der New York Times) und den Bank of America Tower (gemeinsam mit der Bank of America). Das Medienunternehmen Condé Nast gab Anfang August 2010 seine Absicht bekannt, im Jahr 2014 seinen Unternehmenssitz vom Four Times Square in das One World Trade Center zu verlegen. Das Unternehmen möchte insgesamt 21 Stockwerke oberhalb der 20. Etage benutzen.
Nach einer im Januar 2012 veröffentlichten Mitteilung belaufen sich die Baukosten des One World Trade Centers auf 3,8 Milliarden USD, womit es bislang das weltweit teuerste Bürogebäude ist.
Im September 2014 gab die Port Authority bekannt, dass für 57 Prozent der gesamten Nutzfläche im One World Trade Center bereits Mietverträge abgeschlossen wurden.

### Nutzung
Das One World Trade Center dient hauptsächlich als Bürogebäude. 70 der insgesamt 105 oberirdischen Stockwerke sind für Büroräume vorgesehen, die eine Nutzfläche von etwa 325.000 Quadratmetern bieten. Einige Etagen des Sockels sind als Technikgeschosse zur Versorgung des gesamten Gebäudes angelegt, wie auch die obersten Geschosse, in denen zusätzlich die Sendeanlagen der örtlichen Radio- und Fernsehstationen untergebracht sind. Der Mast auf dem Dach dient auch als Antenne für Fernseh- und Radiofrequenzen. Dieser ist, nach Angaben des Herstellers Rohde & Schwarz, der aktuell (Stand 2018) leistungsstärkste digitale TV-Sender der Welt.
In den oberen Geschossen (ab Etage 100, bis Etage 104) in 406 Meter Höhe (höchste Ebene) sind Aussichtsetagen eingerichtet; diese bieten einen Panoramablick über New York und darüber hinaus. Im 102. Stockwerk ist ein öffentliches Restaurant 390 Meter über dem Boden entstanden. In den unteren Etagen besteht ein Zugang zur U-Bahn-Station des World Trade Center (Transportation Hub) sowie eine Passage zum gegenüberliegenden Gebäudekomplex Brookfield Place. Die U-Bahn-Station des World Trade Center wurde 2003 unterirdisch wiedereröffnet; eine oberirdische lichtdurchflutete Passage, in der auch einige Geschäfte untergebracht sind, wurde 2016 fertiggestellt.

### Höhe

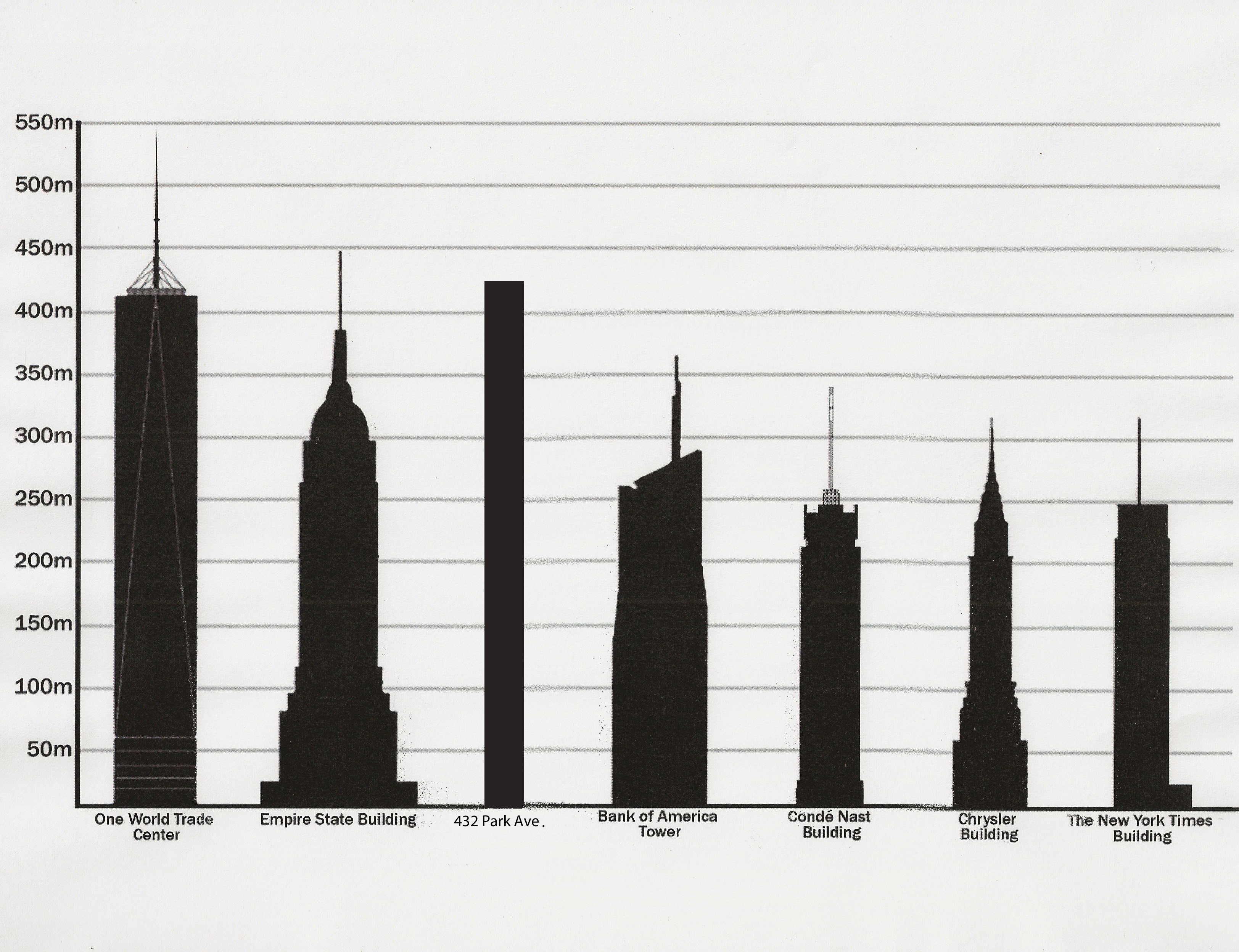
Grafischer Größenvergleich der höchsten Gebäude New Yorks nach absoluter Höhe von links nach rechts: Das One World Trade Center, Empire State Building, 432 Park Avenue, Bank of America Tower, Four Times Square, Chrysler Building und der New York Times Tower

Während der frühen Planungsphase war im Gespräch, ob das 1 WTC möglicherweise zum höchsten Gebäude der Welt werden könnte, was aber nie aktiv verfolgt wurde. Inzwischen hat der Burj Khalifa in Dubai diesen Titel mit 828 Metern errungen. Dennoch ist das One World Trade Center seit Erreichen der Endhöhe von 541 Metern das höchste Gebäude in New York und in Nordamerika.
Es ist 1776 Fuß hoch, eine Referenz an das Jahr der Unabhängigkeitserklärung der Vereinigten Staaten. Das One World Trade Center übertrifft das 381 Meter hohe Empire State Building als höchsten Bau in New York sowie den 442 Meter hohen Willis Tower in Chicago als höchsten Wolkenkratzer in den USA und der Westlichen Welt. Derzeit (Stand 2021) ist das One World Trade Center das siebthöchste Gebäude der Welt.
Nach der architektonischen Gebäudehöhe übertrifft das One World Trade Center die Zwillingstürme des World Trade Center um über 120 Meter. Diese waren 417 Meter und 415 Meter hoch. Die Dachhöhen des One World Trade Center und des ehemaligen Nordturms sind jedoch (bewusst) exakt gleich hoch. Die Antenne des ehemaligen Nordturms wird offiziell nicht zur Gebäudehöhe gezählt, da sie kein Teil der Architektur war und auch erst mehrere Jahre nach der Fertigstellung des Zwillingsturms installiert wurde. Die Spitze auf dem One World Trade Center gilt jedoch heute (wie bei vielen anderen Gebäuden weltweit) als Teil der Architektur, da sie in den Bauplänen mitkonzipiert wurde.
Das Taipei 101 in Taipeh (508 Meter) war bis 2010 offiziell das höchste nur für Bürozwecke genutzte Gebäude der Welt. Mit der Eröffnung des One World Trade Center wurde Taipei 101 das zweithöchste Bürogebäude.

## Vorgeschichte und Planung

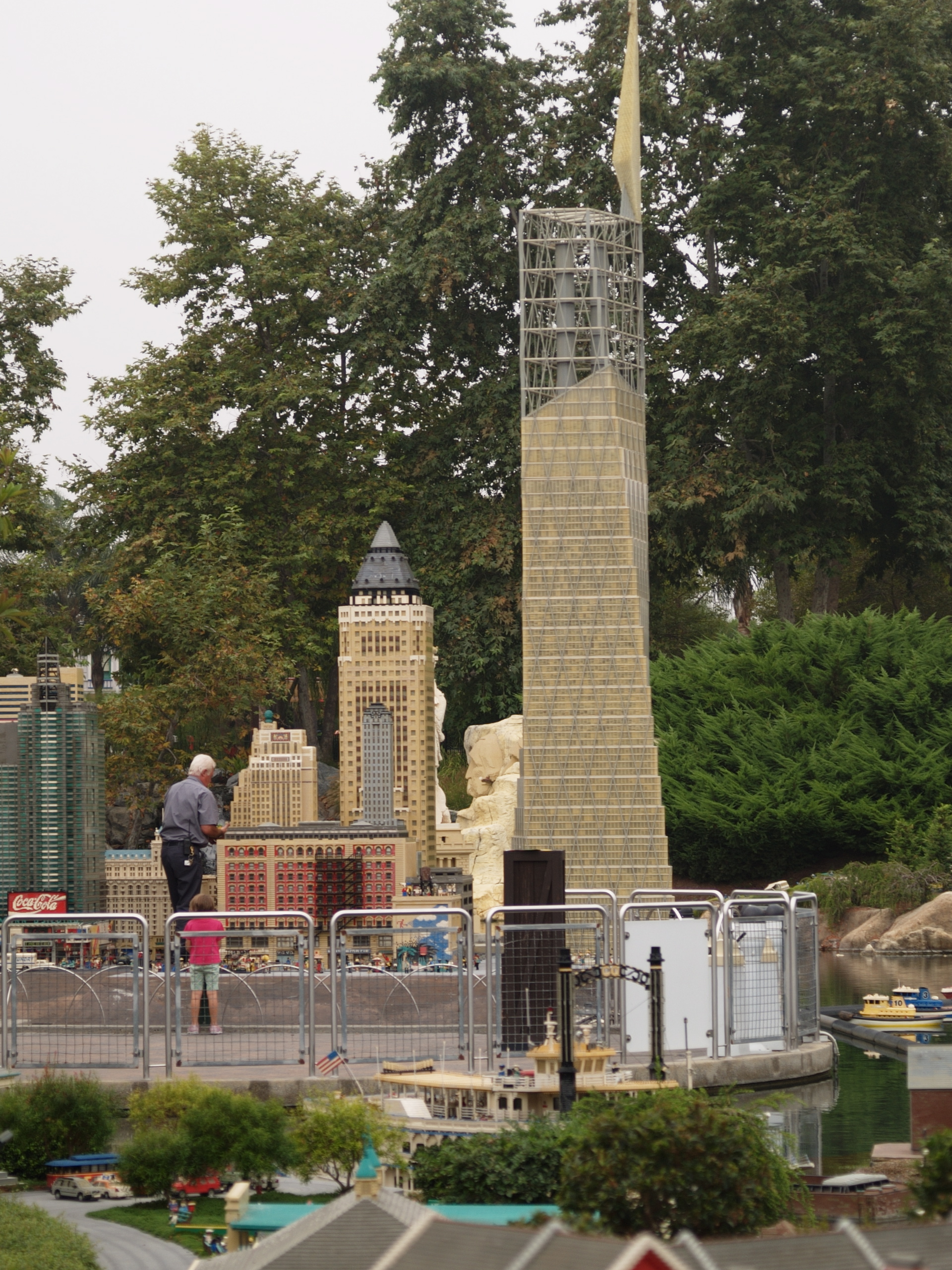
Modell des ersten, später verworfenen Entwurfs Daniel Libeskinds

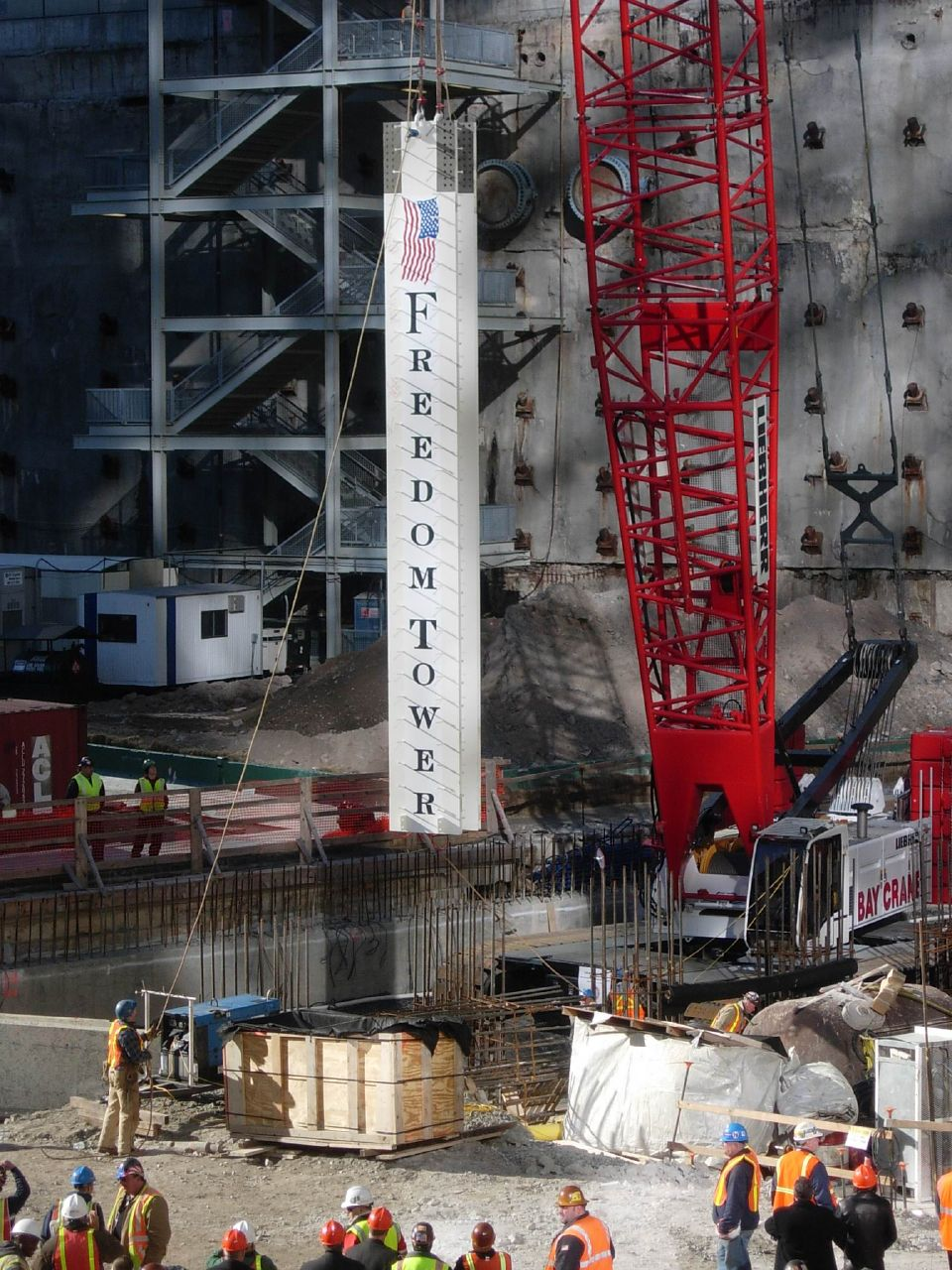
Am 19. Dezember 2006 wird der erste Stahlträger mit der Inschrift des ehemaligen Namens Freedom Tower installiert.

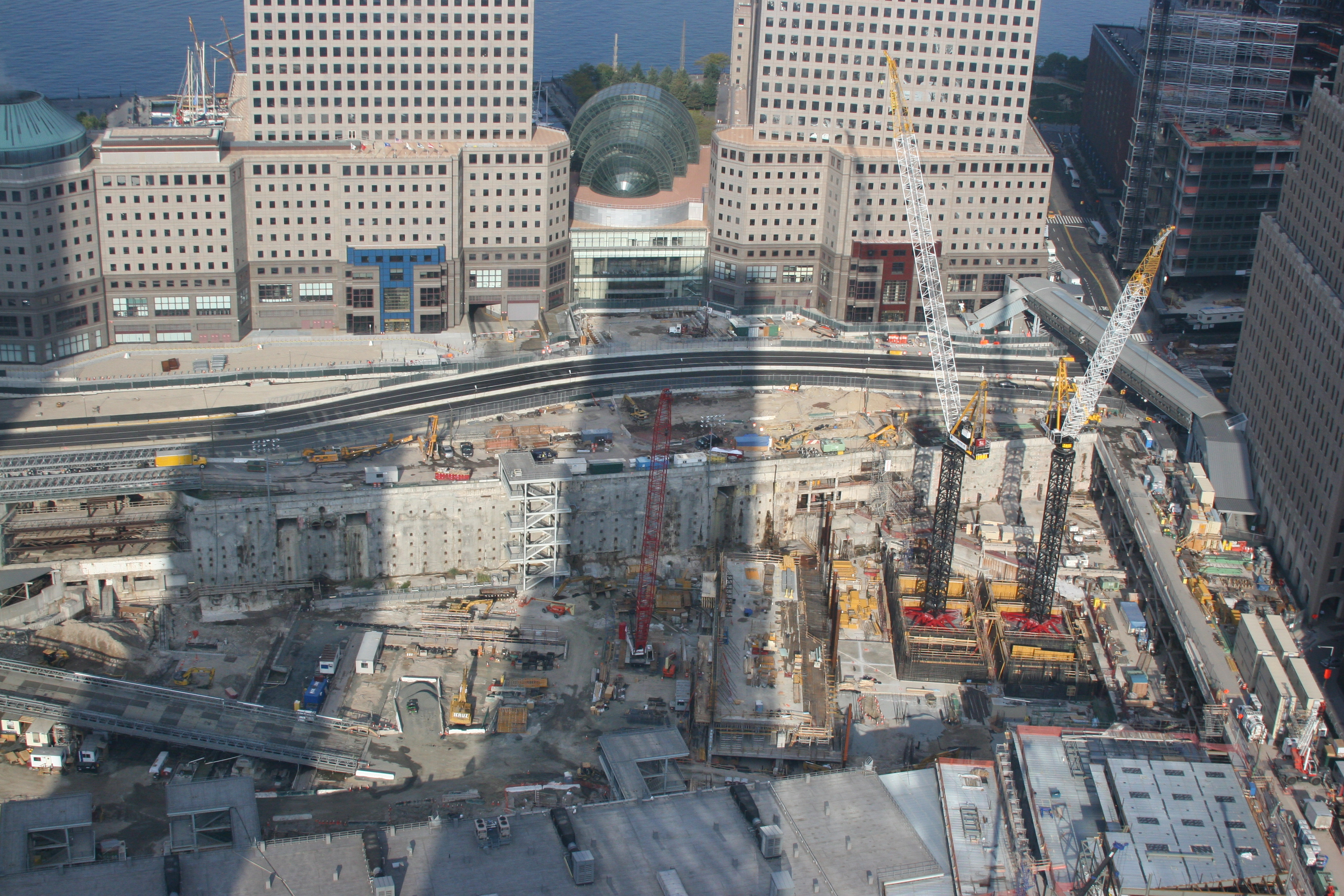
Baustand am 7. Oktober 2007 (Fundamentarbeiten)

2002 gründete die Stadt New York die Lower Manhattan Development Corporation, kurz LMDC. Diese war verantwortlich für die Findung eines neuen Plans des Wiederaufbaus des World Trade Center. Bereits kurz nach den Terroranschlägen wurde beschlossen, diese Fläche wieder zu bebauen. Wie sie aussehen sollte, war allerdings noch unklar.
Umfragen zeigten, dass manche Amerikaner sich Ground Zero als Gedenkstätte wünschten. Andere wiederum plädierten für den Bau neuer Türme. Donald Trump stellte sein eigenes Konzept vor. Er wollte wieder Zwillingstürme errichten, 30 Meter höher als die alten. Dies wurde jedoch schnell abgelehnt.
2002 rief die LMDC einen Architekturwettbewerb für die Wiederbebauung des WTC-Areals aus. Insgesamt gingen 406 Beiträge ein. An einigen Entwürfen wurde auch in deutschen Zeitungen kritisiert, dass die neuen Baupläne nur noch kleinere Hochhäuser vorsahen, die nicht annähernd so hoch waren wie die Twin Towers und somit nicht spektakulär genug. Im Jahr 2003 wurde schließlich Daniel Libeskind als Gewinner bekanntgegeben. Dieser hatte auch in Deutschland mehrere Bauprojekte realisiert.
Der aus Polen in die USA immigrierte Libeskind konnte zwar im Bau von Hochhäusern kaum Erfahrungen vorweisen, doch sein Entwurf fand große Zustimmung, da er versuchte, beiden Wünschen für Ground Zero nachzukommen: Einer Gedenkstätte und neuen Türmen. Sein Konzept sah vor, die Stellen, an denen die World-Trade-Center-Türme standen, freizulassen und daneben eine Gedenkstätte mit einem Museum zu errichten. Außen herum stellte er fünf Bürotürme, jeder etwas höher als sein jeweiliger Nachbar. An die Nordostecke stellte er das One World Trade Center, den Freedom Tower. Dabei konnte er auch mit dem Konzept der Höhe des neuen Turms punkten: 1776 Fuß (541 Meter). Dies bezieht sich auf das Jahr der Unabhängigkeitserklärung der Vereinigten Staaten.
Bald darauf meldete sich der Pächter des World Trade Center, Larry Silverstein, zu Wort. Mit seinem im Juli 2001 abgeschlossenen Leasing-Vertrag über das gesamte WTC hatte er auch das Recht auf Wiederaufbau erworben. Silverstein kritisierte vor allem, dass der „Freedom Tower“ genannte Entwurf (heute 1 WTC) nur 70 Etagen hatte und somit zu wenig Nutzfläche bot. Dann brachte er den Architekten David Childs von SOM mit in die Wiederaufbaumannschaft. Childs und Silverstein hatten sich bereits vor den Terroranschlägen über eine Sanierung des World-Trade-Center-Komplexes beraten. Larry Silverstein bestand darauf, dass Childs bei der Erarbeitung neuerer und wirtschaftlicherer Pläne für den Freedom Tower mitwirken solle. Silverstein argumentierte weiter, dass Childs zudem mehr Erfahrung im Hochhausbau habe.
So wurde zunächst beschlossen, dass Libeskind die groben Planungen erarbeiten solle, während Childs mit den Feinheiten betraut werde. Wegen großer Meinungsverschiedenheiten scheiterte das Vorhaben, die beiden Architekten gemeinsam arbeiten zu lassen. Daher nahm der Investor Silverstein 2005 sein Recht wahr, Childs zum alleinigen Architekten zu erklären. Neben dem Freedom Tower plante Silverstein auch, am Ostrand von Ground Zero weitere Türme zu bauen. Geplant waren weitere drei Türme. Deren Planung vergab Silverstein an Norman Foster (Turm 2), Richard Rogers (Turm 3) und Fumihiko Maki (Turm 4). Libeskinds Rolle wurde auf die eines Beraters im Rahmen der Gesamtplanung eingeschränkt. Aufgrund neuer Sicherheitsbedenken änderte Childs den Entwurf immer weiter ab, sodass am Schluss nur noch die Höhe von 1776 Fuß (541 Meter) erhalten blieb. Dies war auch der Grund, warum sich der Bau verzögerte.
Ende 2006 übernahm kurz nach Baubeginn die New Yorker Hafenbehörde 1 WTC, während Silverstein die anderen Türme behielt. Die Hafenbehörde ist Eigentümerin des Ground Zero. Sie hatte auch die zum Anfang der 1970er Jahre errichteten Twin Towers des World Trade Center erbauen lassen.

## Bauarbeiten

### Gründungsarbeiten

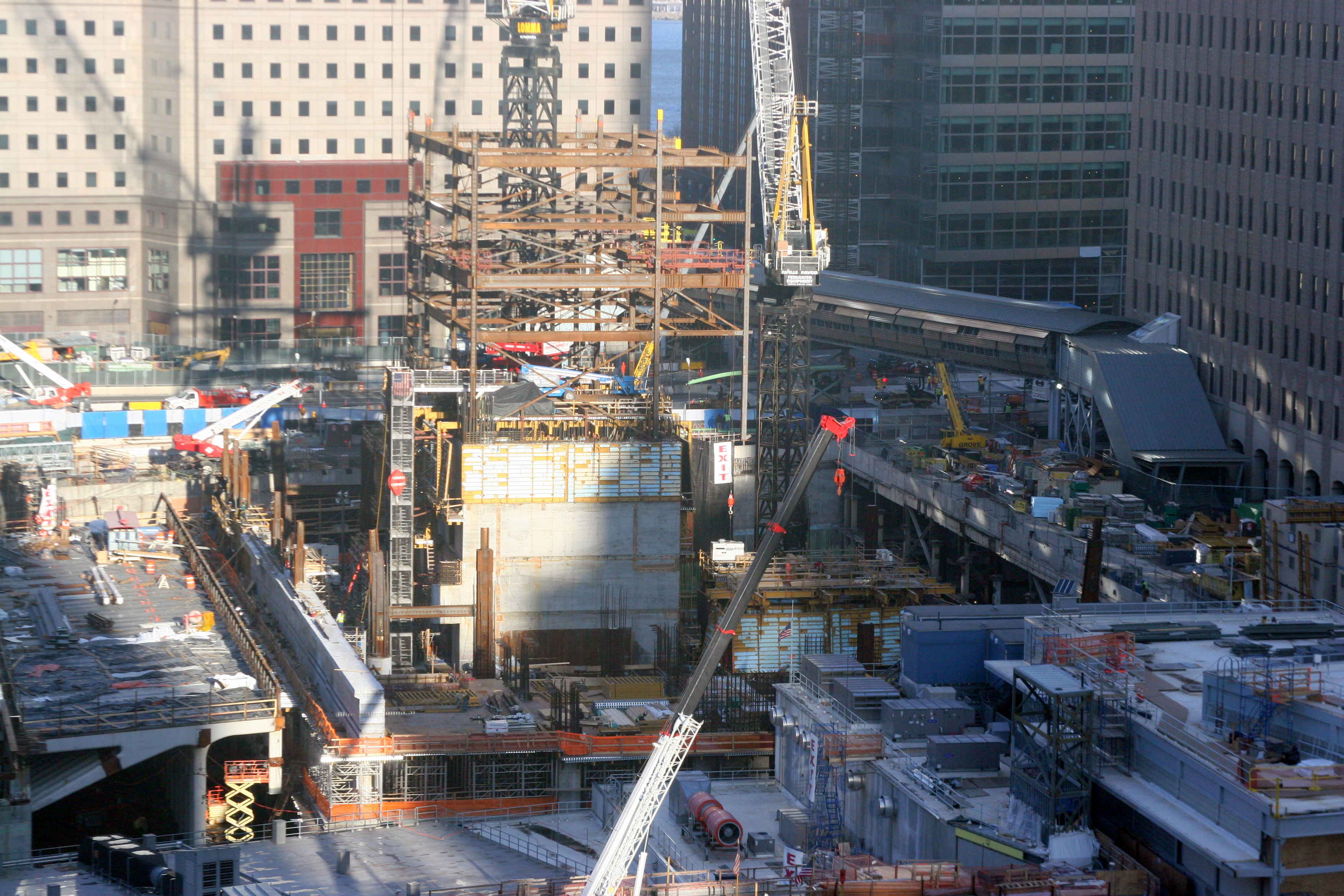
One World Trade Center über Straßenhöhe, 28. Februar 2009

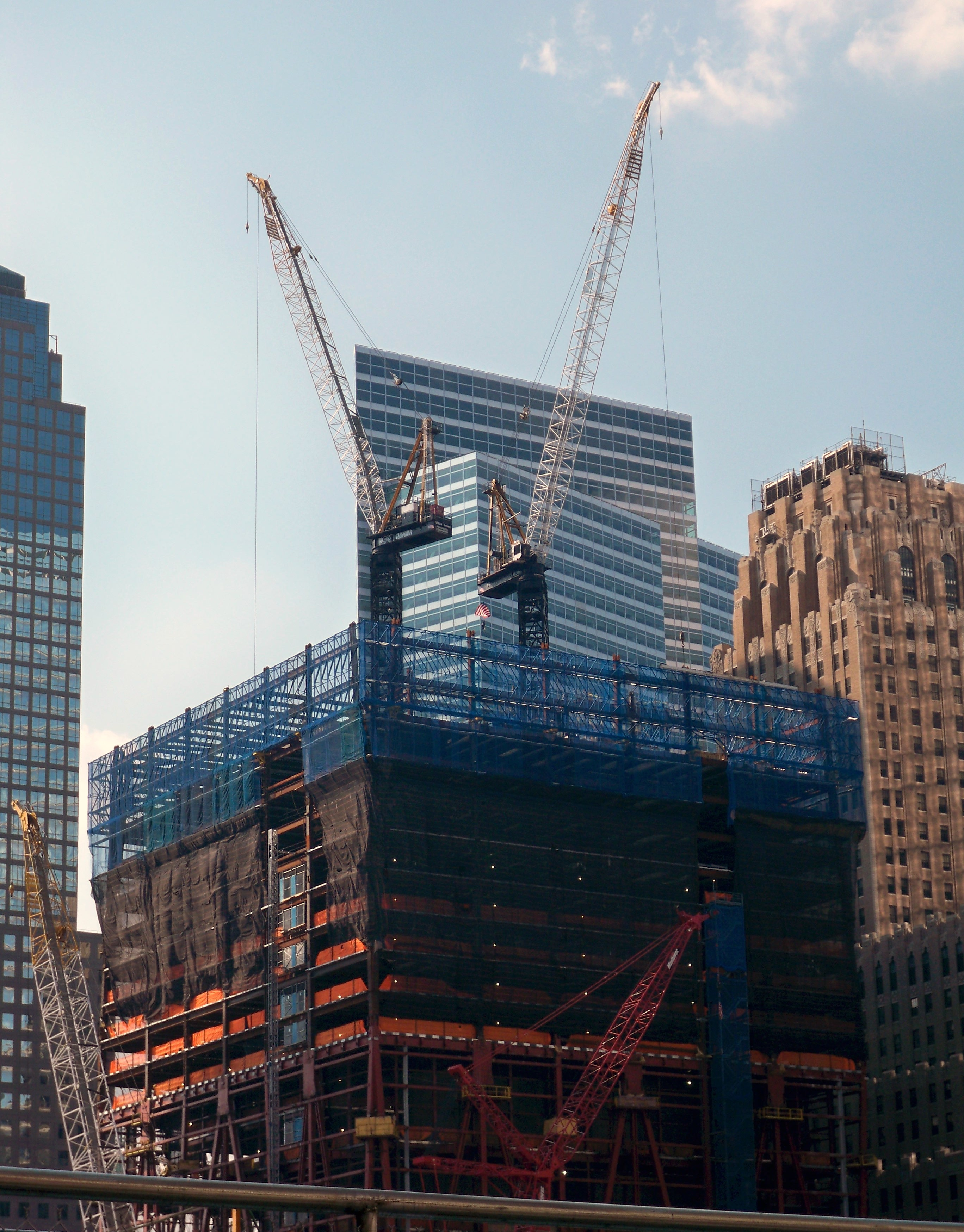
1 WTC am 18. Juli 2010 (32 Etagen)

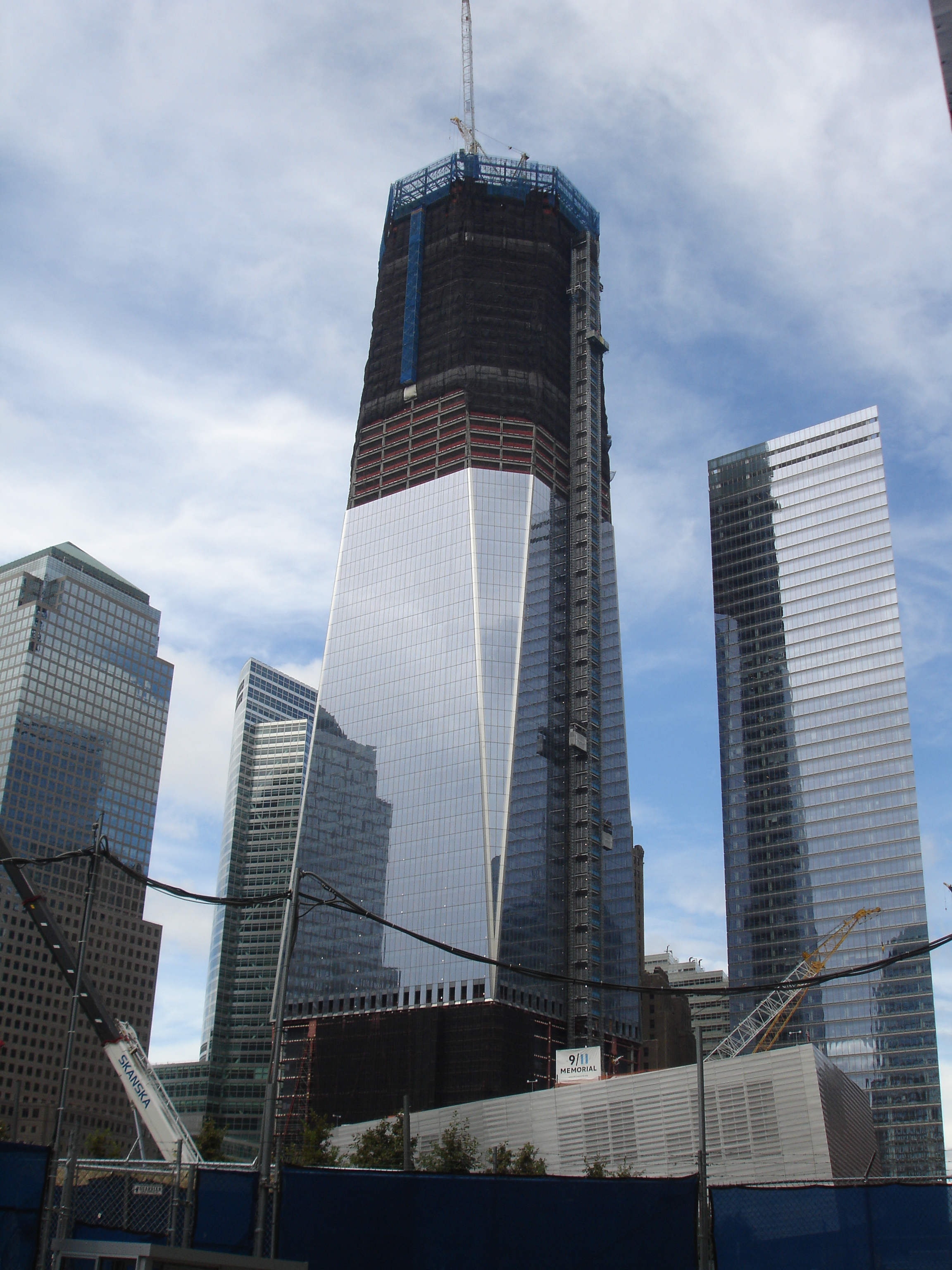
Baustand am 1 WTC am 16. August 2011

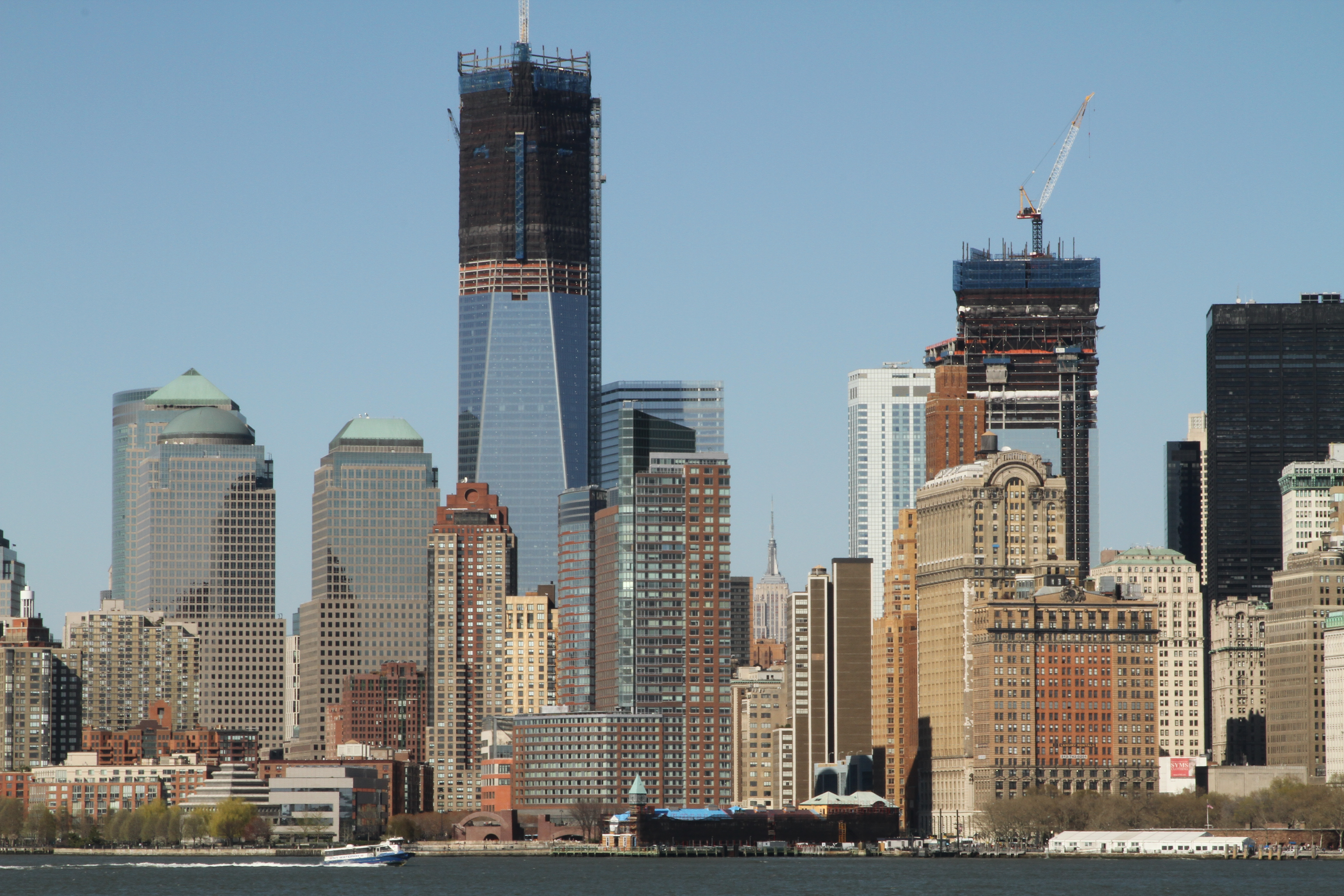
Skyline während der Arbeiten (April 2012)

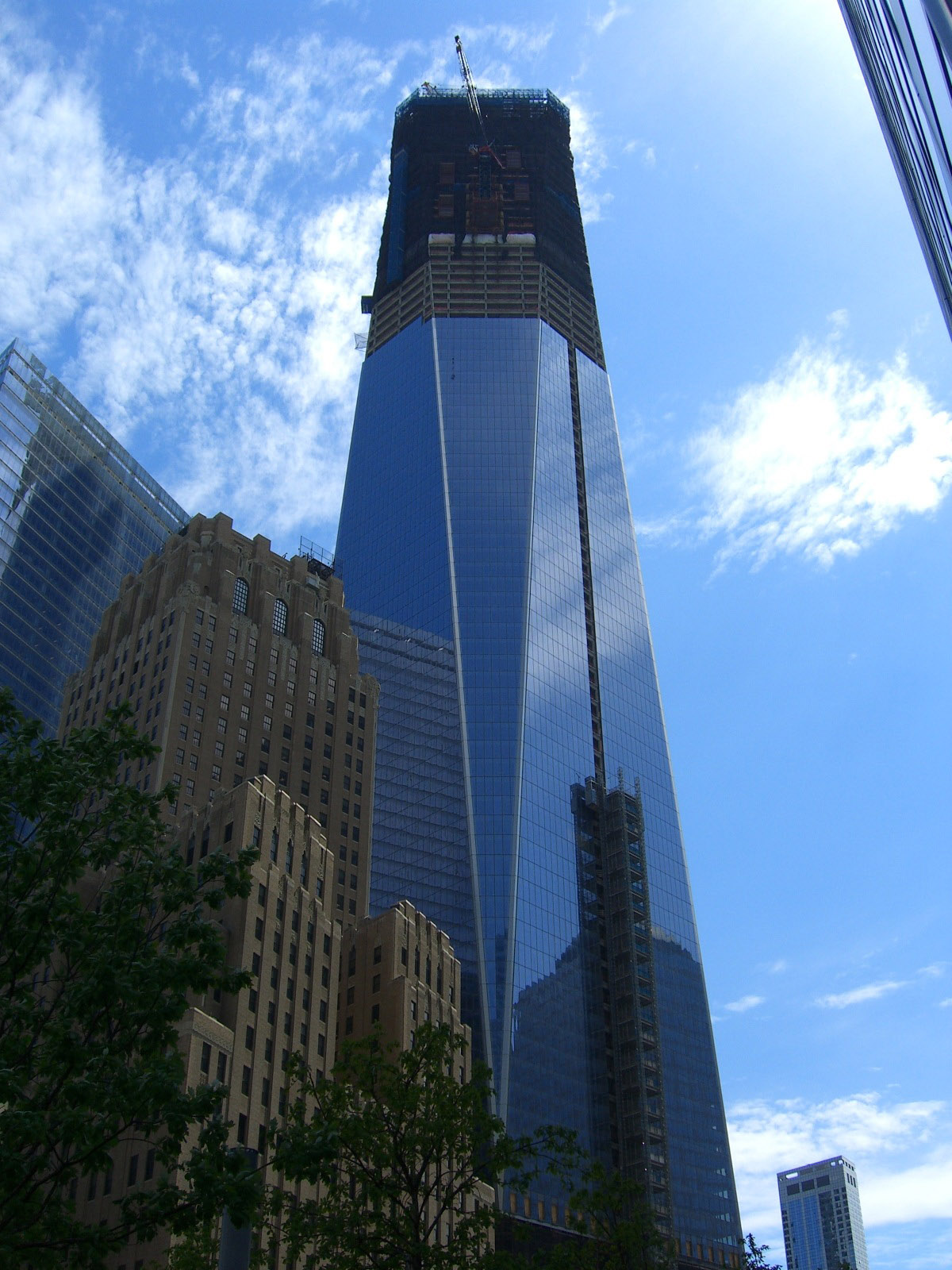
Blick von unten auf das Gebäude am 28. April 2012

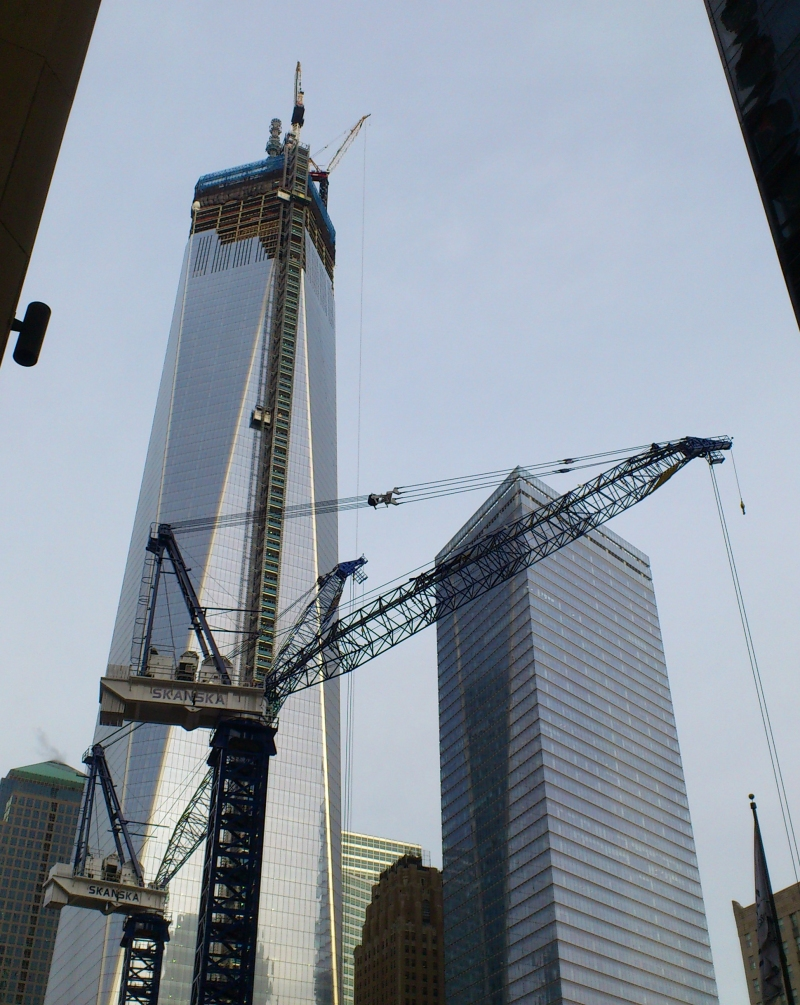
Baustand am 22. Februar 2013

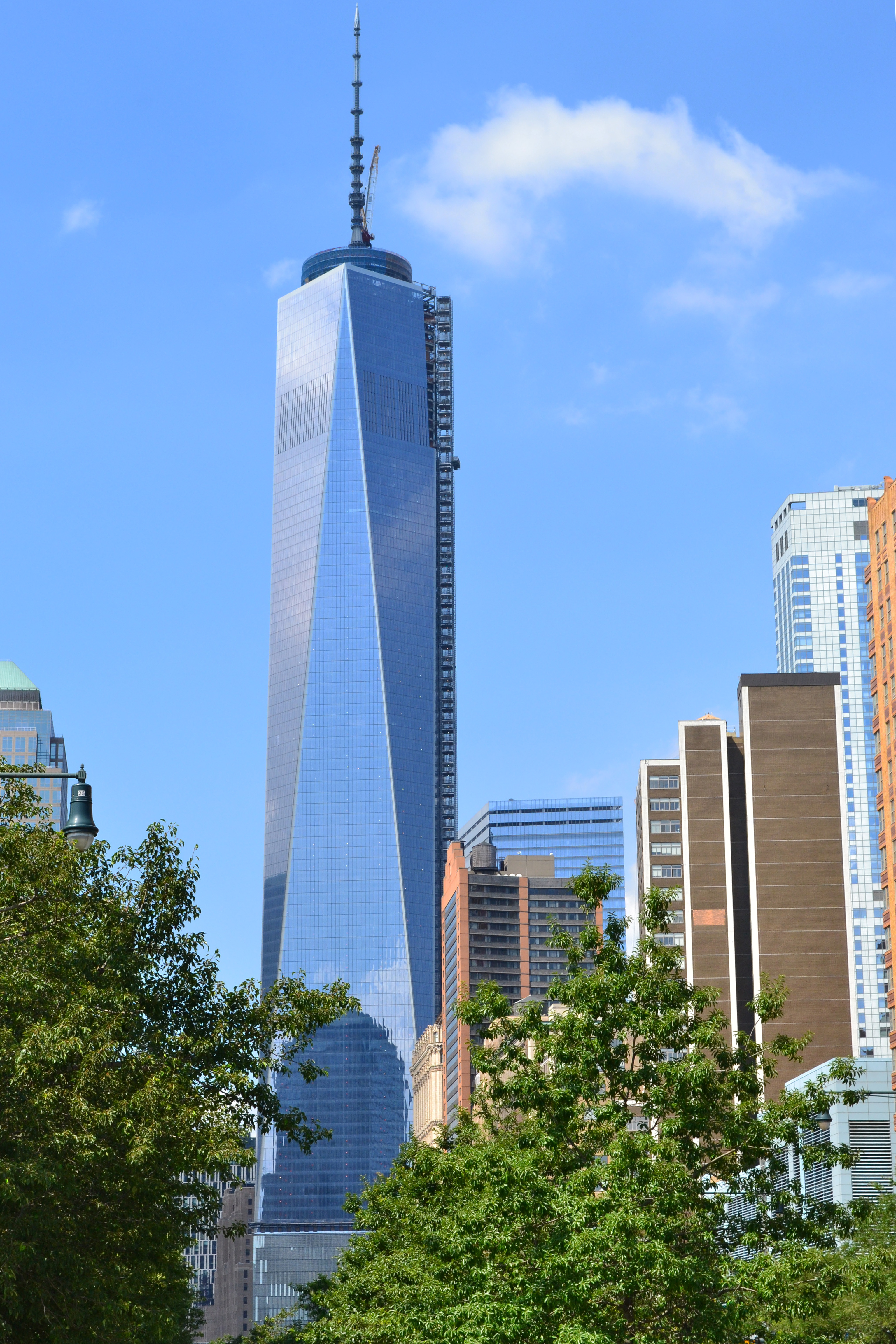
Das One World Trade Center am 5. Juli 2013 von der West Street

Die Grundsteinlegung am Ground Zero fand am amerikanischen Nationalfeiertag, dem 4. Juli 2004, statt. Der Grundstein ist 20 Tonnen schwer und besteht aus grauschwarzem Granit. In einer Inschrift wird an die 2749 Opfer der Anschläge vom 11. September 2001 erinnert. Wegen eines neuen Sicherheitsplans, der vorsah, das Gebäude acht Meter weiter östlich zu errichten, musste der Grundstein jedoch wenig später wieder ausgegraben und versetzt werden, was den Baufortschritt verzögerte. Erste Arbeiten am Fundament begannen am 27. April 2006, dem offiziellen Baubeginn des Gebäudes. Für das Fundament des 1 WTC wurden allein am 18. November 2006 306 Kubikmeter Beton verbaut, dies waren knapp 40 Ladungen von Betonlastern. Unter anderem besteht das Fundament insgesamt aus etwa 6100 Kubikmetern Beton.
Am 9. Januar 2007 wurden die ersten Stahlelemente installiert, wenig später, am 1. Februar 2007, begannen die Arbeiten am Gebäudekern. Das Gebäude wurde mit Hilfe zweier am Gebäude hockletternder Turmkräne mit Auslegern von jeweils 90 Meter Länge errichtet, der erste wurde am 10. April teilweise und am 14. April vollständig installiert, der zweite am 9. Mai 2007.
Mit Beginn des Jahres 2008 wurde schwerpunktmäßig am Fundament und im Untergrund des Turms gearbeitet. Diese Arbeiten waren am 1 WTC und in New York City vergleichsweise aufwendig, da sich dicht unter der Bodenoberfläche hartes Grundgestein befindet. Dies ist zwar einerseits vorteilhaft, da man die Fundamente hoher Bauwerke gut gründen kann, andererseits ist es jedoch sehr aufwendig, in den harten Stein einzudringen, und hat oft zur Folge, dass die Fundamentarbeiten länger dauern als in Städten mit weicheren Böden. Dennoch ist diese Art von Baugrund wirtschaftlicher als ein Sanduntergrund, wie er beispielsweise in Chicago oder der Wüstenstadt Dubai der Fall ist. Hier sind im Gegensatz zu Manhattan spezielle Gründungsmaßnahmen erforderlich, um Bauwerke dieser Größe zu errichten.
Am 13. März 2008 war das Gebäude nur noch drei Meter unter Straßenhöhe. Im August ragte der Stahl der Außenfassade acht Meter hoch, und die Fundamentierungsarbeiten waren im Wesentlichen beendet. Im Oktober und November des Jahres wurde intensiv am Gebäudekern, vor allem dessen Betonierung, gearbeitet. Der südliche Teil des Gebäudekerns erreichte im Oktober Straßenhöhe, während die Geschossflächen noch ein Stockwerk unter Straßenniveau lagen.
Am 3. Januar 2009 wurde der südliche Baukran um etwa 20 Meter nach oben gehoben, da der südliche Teil des Gebäudekerns auf dem der Kran ruhte, zu hoch wurde, als dass der Kran länger auf seiner ursprünglichen Höhe hätte bleiben können. Ab Ende Januar erfolgte auf diesem Teil des Kerns des One World Trade Centers die Montage der ersten Stahlträger, wonach am 20. April der südliche Kran erneut mittels Hydraulik nach oben gehoben wurde. Diese Stahlträger wurden später mit wachsender Höhe vollständig von dem massiven Beton des Gebäudekerns umschlossen. Im Mai wurde auf der Projektseite von Silverstein Properties angegeben, dass der Stahlbau im Gebäudekern eine Höhe von 42 Metern erreicht habe.
Anfang Juli 2009 wurde in 142 Lastwagenladungen weiterer Beton angeliefert und in den Gebäudekern gepumpt. Ebenso wurde der das Gebäude umgebende „Fulton Street Deck“-Platz aus Beton gegossen. Am 13. August 2009 wurde damit begonnen, mehrere Stahlteile mit Gewichten von je 70 Tonnen an der Außenfassade zu installieren. Diese Stahlpfosten mit einem Durchmesser von etwa 2 Metern sind jeweils über 20 Meter hoch. Es waren die ersten Stahlelemente der Außenfassade, die über Straßenhöhe errichtet wurden, sie wurden mit Hilfe zweier Mobilkräne eingebaut. Am 31. Oktober wurde der letzte der 24 Stahlpfeiler im Erdgeschoss installiert.

### Aufbau der Gebäudestruktur
Ab Oktober 2009 begannen die Arbeiten an den oberirdischen Etagen, so wie es im 2008 erstellten Zeitplan der New Yorker Hafenbehörde vorgesehen war.
Bereits Anfang November wurde das erste Stockwerk über dem Boden im Rohbau fertiggestellt. Da die Lobby des Gebäudes vergleichsweise sehr hoch ist, liegt das Stockwerk in etwa 20 Metern Höhe. Am 23. Dezember 2009 wurde auf der Baustelle von einem der beiden Kräne ein großer Container nach oben gehoben, in dem ein Schnellrestaurant für die Bauarbeiter untergebracht war. Er wurde zunächst im fünften Stockwerk untergebracht, wobei weitere Verpflegungseinrichtungen für die mehr als 1000 Arbeiter mit wachsender Höhe auch in höher gelegenen Etagen eingerichtet wurden.
Am 3. Februar 2010 gab die New Yorker Hafenbehörde auf ihrer Webseite bekannt, dass das One World Trade Center das 20. Stockwerk erreicht habe und der Sockel im Rohbau fertiggestellt wurde. Die Höhe des Gebäudes betrug zu diesem Zeitpunkt über 60 Meter. Nachfolgend begann der Bau der tatsächlichen Büroetagen, die ab dem 21. Stockwerk beginnen. Im März 2010 wurde bekanntgegeben, dass bereits auf Höhe der 21. Etage mehr Stahl verbaut wurde, als für den Bau des gesamten Eiffelturms nötig war. Am 18. Mai wurden sogenannte Kokons installiert, eine Art Netz an der Fassade, um die Sicherheit auf der Baustelle zu erhöhen, dies war eine Premiere für New York City.
Am 27. August 2010 wurde, nachdem der Rohbau auf mehr als 30 Etagen angewachsen war, an der Nordwestecke der Fassade ein weiterer Kran montiert, der vor allem dazu verwendet wurde, Material für die Errichtung des Betonkerns nach oben zu heben (hauptsächlich Bewehrungsstahl, der Beton wird mit Hochleistungspumpen nach oben gepumpt). Die Hafenbehörde gab am 11. September 2010, dem neunten Jahrestag der Terroranschläge, bekannt, dass das One World Trade Center bereits 38 Stockwerke hoch sei und auf der Baustelle über 6000 Tonnen Stahl verbaut wurden sowie eine Betonmenge, mit der es möglich sei, einen 160 Kilometer langen Bürgersteig zu bauen. Am 15. November 2010 wurde auf Höhe des 21. Stockwerks die erste Glasscheibe montiert, während das Gebäude bis zum 48. Stockwerk errichtet war. Zum Jahreswechsel 2010/2011 hatte das Gebäude die 54. Etage erreicht.
Als die Baustelle des One World Trade Center die Höhe der 64. Etage Anfang April 2011 erreichte, überholte es zugleich das benachbarte 228 Meter hohe 7 World Trade Center sowie die weiteren Hochhäuser (wie das Brookfield Place, die 200 West Street oder One Liberty Plaza) in seiner unmittelbaren Nachbarschaft. Unterdessen war die Installation der Glasscheiben über den 30. Stock hinaus fortgeschritten. Ende Juli 2011 hatte das One World Trade Center eine Höhe von 290 Metern (78 Stockwerke) überschritten, wodurch es das bisher höchste Bauwerk in Lower Manhattan, den 290 Meter hohen 70 Pine Street (das fünfthöchste Gebäude New York Citys), überholt hatte. Durch einige Unwetter mussten die Bauarbeiten während des Spätsommers und Herbsts zeitweise unterbrochen werden, wodurch der gesamte Baufortschritt leichten Verzögerungen unterworfen war. Bedingt durch einen Ausläufer des Hurrikans Irene, der Ende August New York erreichte, wurden aus Sicherheitsgründen sogar die beiden großen Baukräne auf dem Wolkenkratzer (wie auch an umliegenden Baustellen in ganz New York) teilweise demontiert. Die Hafenbehörde äußerte jedoch trotz der leichten Verzögerungen, dass der Eröffnungstermin sich nicht nach hinten verschieben werde.
Zu Beginn des Jahres 2012 hatte das One World Trade Center das 90. Stockwerk im Rohbau erreicht. Unterdessen war die Installation der Glasfassade bis zur 64. Etage fortgeschritten. Das One World Trade Center erreichte am 24. Februar 2012 mit dem 92. Geschoss eine Höhe von 368 Metern, wodurch es den 366 Meter hohen Bank of America Tower in Midtown Manhattan überholte; es war seitdem das zweithöchste Bauwerk in New York City nach dem Empire State Building, das bis zur Mastspitze 443 Meter misst (strukturelle Höhe 381 Meter). Am 31. März 2012 wurde auf der Baustelle die 100-Stockwerke-Marke durchbrochen, was einer Höhe von rund 378 Metern entspricht. Am 1. Mai überholte das One World Trade Center die Dachhöhe von 381 Metern des Empire State Building. Die Höhenmarke von 400 Metern wurde am 30. Mai mit der 103. Etage erreicht. Am Morgen des 2. Juni 2012 brach ein Feuer in der 89. Etage des Gebäudes aus, das jedoch nach zwei Stunden von der Feuerwehr gelöscht werden konnte. Einen größeren Sachschaden oder Verletzte gab es nicht. Am 14. Juni 2012 wurde die Baustelle des One World Trade Centers von US-Präsident Barack Obama besucht, der gemeinsam mit Bürgermeister Michael Bloomberg und dem New Yorker Gouverneur Andrew Cuomo einen Stahlträger signierte, der später an der Dachkante installiert wurde. Am 3. August 2012 erreichte das Gebäude mit der Installation einiger Stahlträger die Dachhöhe von 417 Metern, während die Arbeiten an der Glasfassade bis zum 80. Stockwerk fortgeschritten waren. Ende November 2012 wurde auf der Baustelle auf dem Dach zu den zwei bereits vorhandenen Kränen noch ein weiterer mit einem noch längeren Ausleger errichtet, der zur Errichtung des Mastes dient. Der tatsächliche Aufbau der Spitze wurde in der zweiten Dezemberwoche begonnen, wo erste Teile bereits über den Hudson River verschifft und an die Baustelle geliefert wurden.

### Richtfest, Fassaden- und Innenarbeiten
Im Januar 2013 wurde mit der Montage der Spitze begonnen. Nachdem bereits im Dezember die ersten Teile angeliefert worden waren, hob man Mitte Januar den ersten Teil auf das Dach und montierte ihn auf seinem Sockel. Im Februar 2013 wurde das One World Trade Center mit der Installation eines weiteren Teiles am Mast zum höchsten Bauwerk in New York City, indem es die Antennenspitze des Empire State Building überragte. Der Mast wurde in Kanada gefertigt und besteht aus nahtlosen Stahlrohren aus Frankreich und Deutschland.
Am 5. Februar 2013 wurde das erste Stück der Fassadenverkleidung aus Glas am Sockel des Gebäudes angebracht, der bislang – im Gegensatz zu den darüber liegenden Etagen – noch nicht verkleidet war. Die Montage der Spitze war Ende April 2013 so weit fortgeschritten, dass das Gebäude die 500-Meter-Marke durchbrach. Im Rahmen einer Zeremonie wurde am 10. Mai 2013 das letzte 20 Meter lange Bauteil der 725 Tonnen schweren und 124 Meter langen Spitze installiert, womit die Höhe von 541,3 Metern erreicht wurde. Die Installation der Glasscheiben war nahezu abgeschlossen, wobei jedoch die Innenarbeiten über das Datum des Richtfests hinaus andauerten.
Der noch verbleibende Baukran auf dem Dach des Gebäudes wurde zu Beginn des Septembers 2013 mit Hilfe eines mobilen Krans demontiert.

### Bauabschluss
Nachdem bis Anfang Oktober 2014 von Seiten der Bauherren kein genaues Eröffnungsdatum genannt worden war, wurde am 6. Oktober 2014 bekanntgegeben, dass die Eröffnung des Wolkenkratzers für den 27. Oktober 2014 beabsichtigt sei. Später wurde dies auf den 3. November verlegt. Am 3. November 2014 wurden die Bauarbeiten dann formal abgeschlossen, und erste Mieter bezogen das One World Trade Center. Am 26. Mai 2015 erhielten Schulkinder aus New York City erstmals zu den Besuchereinrichtungen, zum Restaurant und zu den Aussichtsetagen Zugang. Am Tag danach waren diese Bereiche Arbeitern zugänglich, die am Bau des One World Trade Centers beteiligt waren. Am 28. Mai durften 3000 Besucher für vier Stunden diese Bereiche betreten, die dafür ein spezielles Ticket im Vorverkauf erwerben mussten.
Seit dem 29. Mai 2015 sind sämtliche Bereiche für die Allgemeinheit geöffnet.
Die Baukosten werden mit rund 3,8 Milliarden US-Dollar beziffert. Ursprünglich sollte das Gebäude nur eine Milliarde US-Dollar kosten und zwischen 2010 und 2011 fertig sein. In einem Bericht zum Wiederaufbau des World Trade Centers vom 2. Oktober 2008 aber gab die New Yorker Hafenbehörde (einer der Bauherren) neue Daten bekannt.

## Beteiligte

### Daniel Libeskind

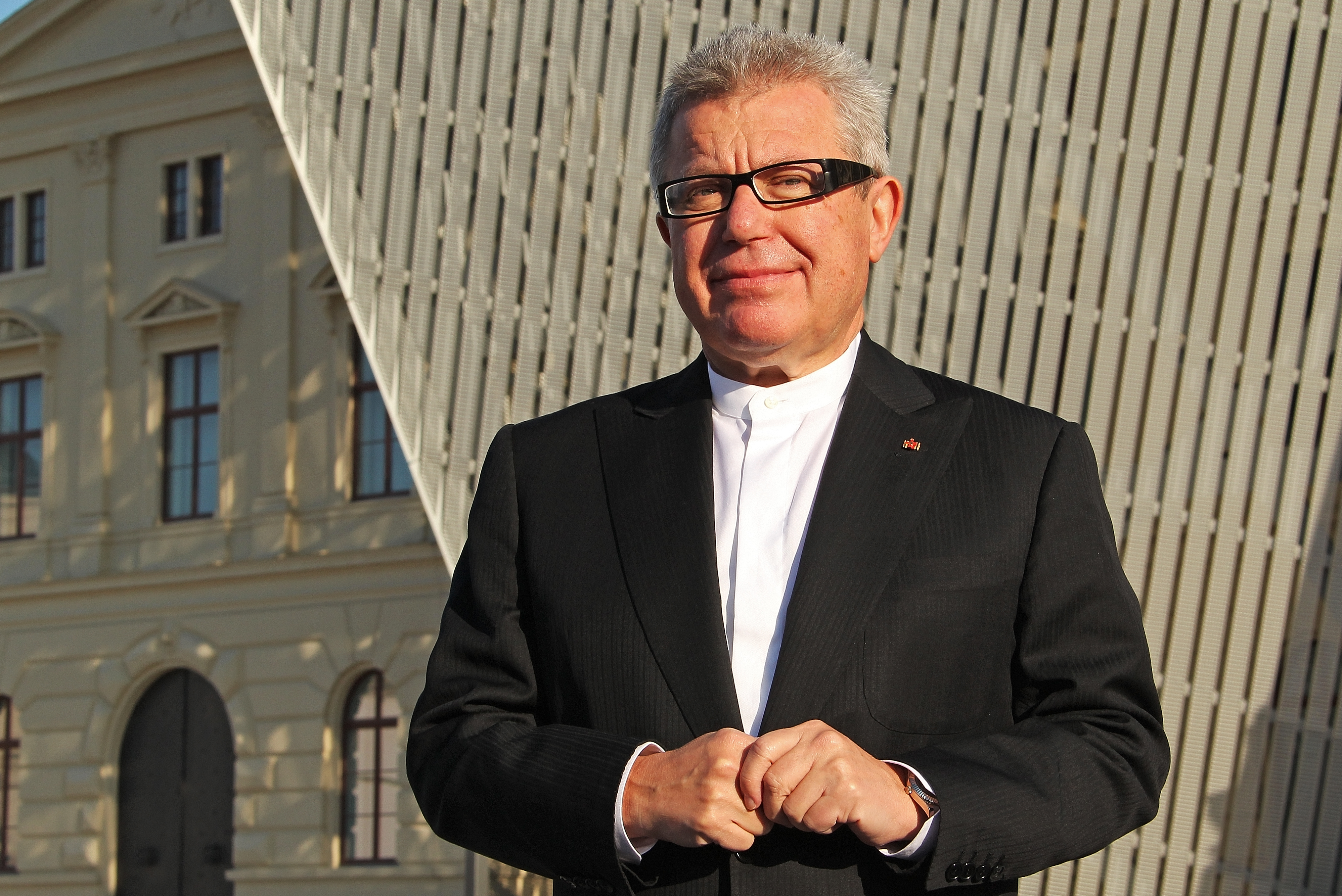
Daniel Libeskind

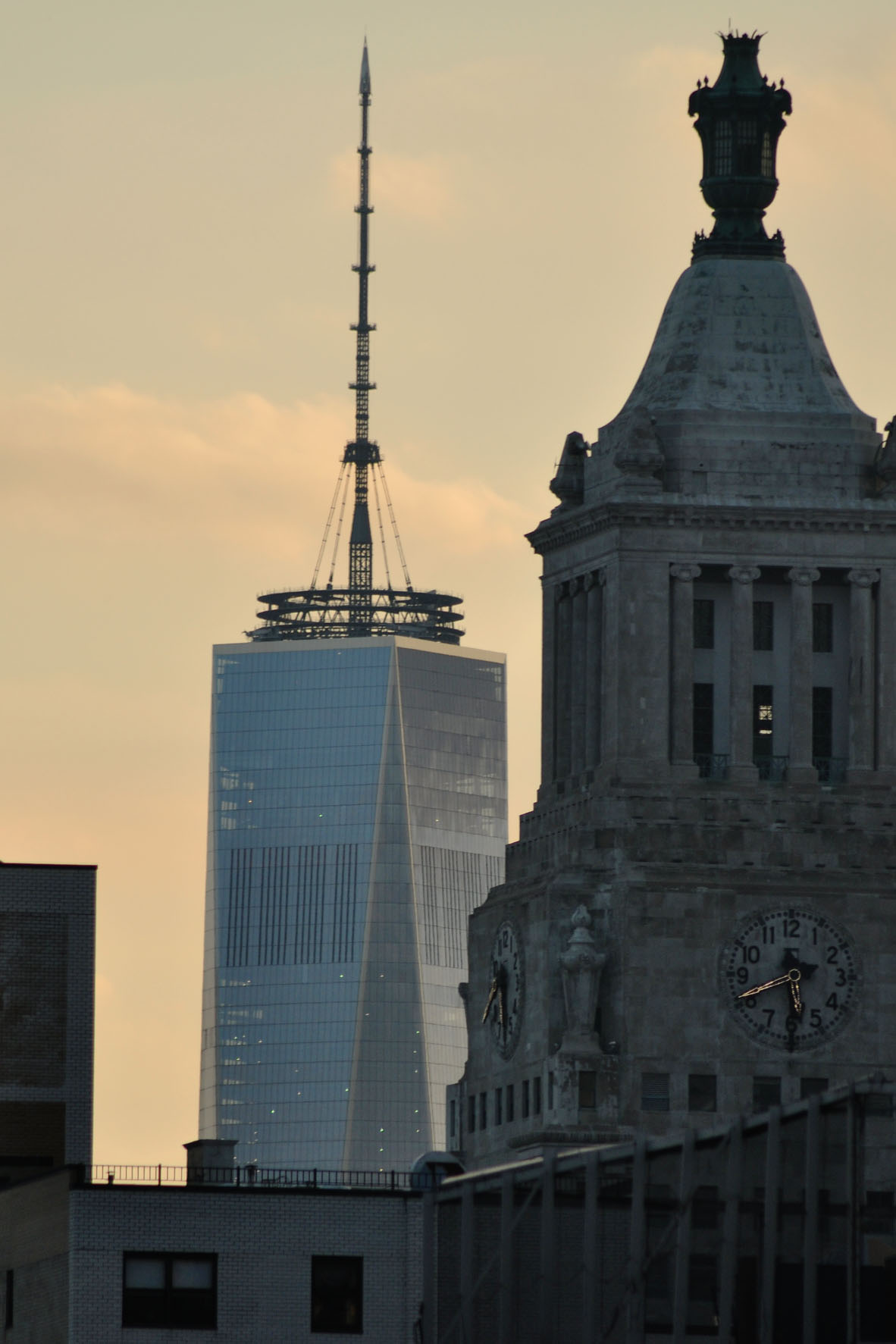
Der obere Teil des Gebäudes bei Abenddämmerung

Daniel Libeskind ist bekannt als der „master planner“ des World-Trade-Center-Komplexes. Er hatte den 2002 ausgeschriebenen Architekturwettbewerb gewonnen. Von ihm stammt der ursprüngliche Entwurf des (ehemals so genannten) Freedom Towers. Mit seinem Plan, ein Mahnmal im Inneren des Geländes zu bauen, hatte er viele Menschen überzeugen können. Um dieses Mahnmal herum stellte er mehrere Bürotürme, darunter das 541 Meter hohe One World Trade Center.
Sein Plan wurde jedoch insbesondere vom Pächter des Geländes, Larry Silverstein, kritisiert. Seiner Ansicht nach bot dieses Gebäude, das ursprünglich insgesamt nur 69 Etagen haben sollte, zu wenig Nutzfläche. Daher kam es zwischen der Stadt New York, der New Yorker Hafenbehörde, der das Gelände gehört (und die die Twin Towers erbaute) und Larry Silverstein zum Streit. Immer wieder wurden die Pläne des Architekten Libeskind verändert, wodurch sich der Baubeginn hinauszögerte. Im Laufe der Auseinandersetzung wurde die Rolle von Libeskind auf die eines Beraters in der Gesamtplanung eingeschränkt.

### Larry Silverstein

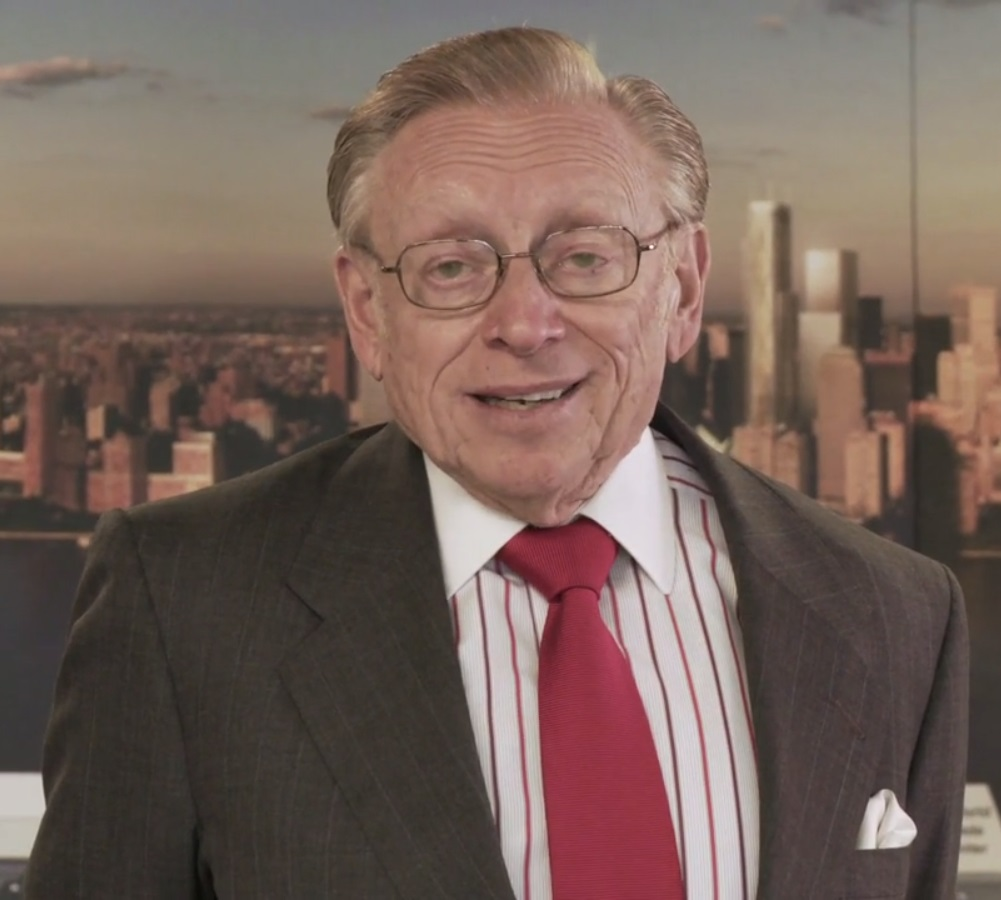
Larry Silverstein (2014)

Larry Silverstein ist Pächter des WTC-Geländes und Vorsitzender der Immobiliengesellschaft Silverstein Properties. Im Juli 2001 pachtete er das World Trade Center. Dabei unterschrieb er einen 99-Jahre-Leasingvertrag. Das alte 7 World Trade Center gehörte ihm schon vorher. Erbauer des neuen 7 World Trade Center, das 2006 fertiggestellt wurde, ist auch Silverstein. Das 1 WTC übernahm im Jahr 2006 zum größten Teil die New Yorker Hafenbehörde, Silverstein hat jedoch nach wie vor Anteile daran. Der Bau der weiteren drei Gebäude (World Trade Center Nr. 2, World Trade Center Nr. 3 und World Trade Center Nr. 4) obliegt dabei Silverstein Properties zum größten Teil (wobei jedoch die Hafenbehörde ebenso finanzielle Mittel beisteuert). Larry Silverstein bekam nach dem 11. September 2001 einige Milliarden Dollar Versicherungsgelder zugesprochen, da er den WTC-Komplex gegen Terroranschläge versichert hatte. Im Anschluss verklagte er seine Versicherung, da er den doppelten Betrag der Versicherungsgelder forderte, mit der Begründung, es habe sich am 11. September um zwei Anschläge gehandelt, da beide Türme des World Trade Center angegriffen und zerstört wurden. Er gewann den Prozess.

### David Childs
David Childs ist der neue Architekt des One World Trade Center. Childs gehört der Architekturfirma Skidmore, Owings and Merrill (kurz SOM) an, ein sehr bekanntes und namhaftes Büro, welches bereits zuvor etliche Wolkenkratzerprojekte realisiert hat (Beispiele hierfür sind der Willis Tower (Chicago), der Burj Khalifa (Dubai) oder der Jin Mao Tower (Shanghai)). Childs gehört zu Larry Silversteins „Lieblingsarchitekten“; vor dem 11. September 2001 hatte Silverstein sich mit ihm bereits über eine Restaurierung des WTC-Komplexes beraten. Daher wollte Larry Silverstein nach der Bekanntgabe, dass Daniel Libeskind den Architekturwettbewerb gewonnen hatte, unbedingt auch David Childs mit in das Planungsteam aufnehmen. Anfangs versuchte man, Childs gemeinsam im Team mit Libeskind arbeiten zu lassen. Dies scheiterte jedoch, worauf man David Childs zum alleinigen Architekten des 1 WTC erklärte. Er veränderte die Gestalt des Gebäudes deutlich, vom Originalentwurf ist schließlich lediglich die Höhe geblieben. David Childs ist auch Architekt des neu erbauten 7 World Trade Centers.

### Dan Tishman
Dan Tishman ist der Geschäftsführer der Tishman Construction Corporation. Dies ist ein bekanntes Bauunternehmen, das in den ganzen Vereinigten Staaten tätig ist. Etliche Hochhäuser wurden von Tishman Construction bereits errichtet (zum Beispiel der Bank of America Tower in New York City). Auch die Twin Towers wurden von Tishman errichtet, damals leitete sein Vater John Tishman die Firma. Dan Tishman und sein Unternehmen sind auch für den Bau der anderen WTC-Türme verantwortlich. Auch das alte und das neue 7 World Trade Center wurden von Tishman Construction errichtet.

## Daten

### Faktensammlung
- Spatenstich: 27. April 2006

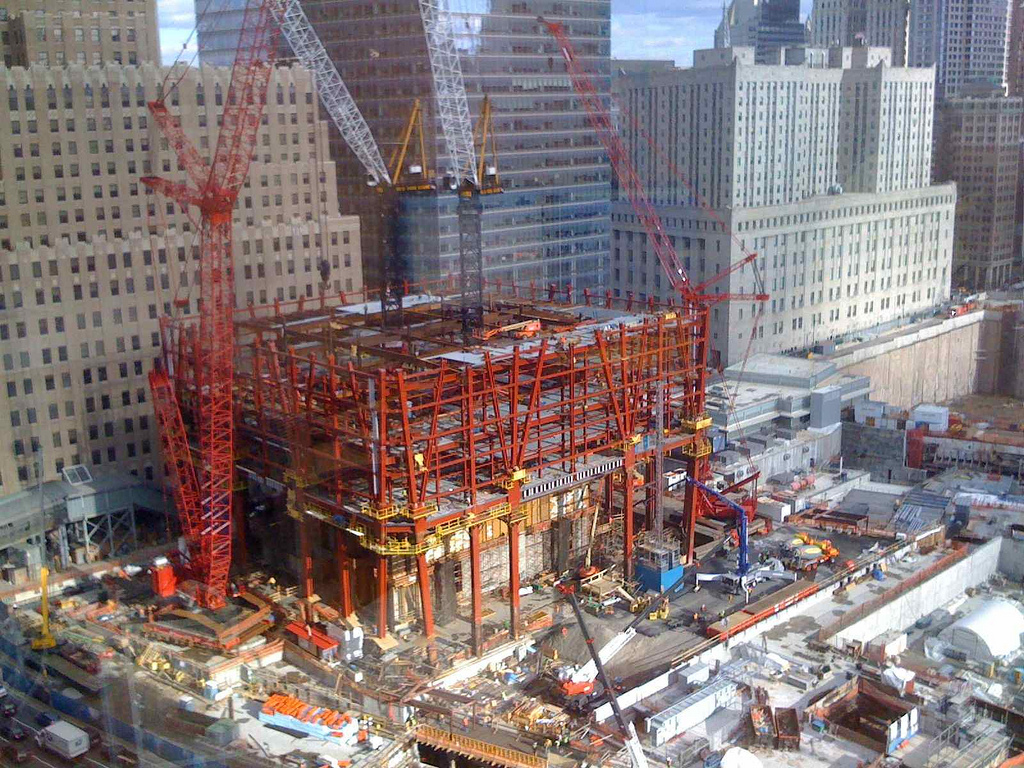
Arbeiten am Gebäudesockel des One World Trade Center im Dezember 2009

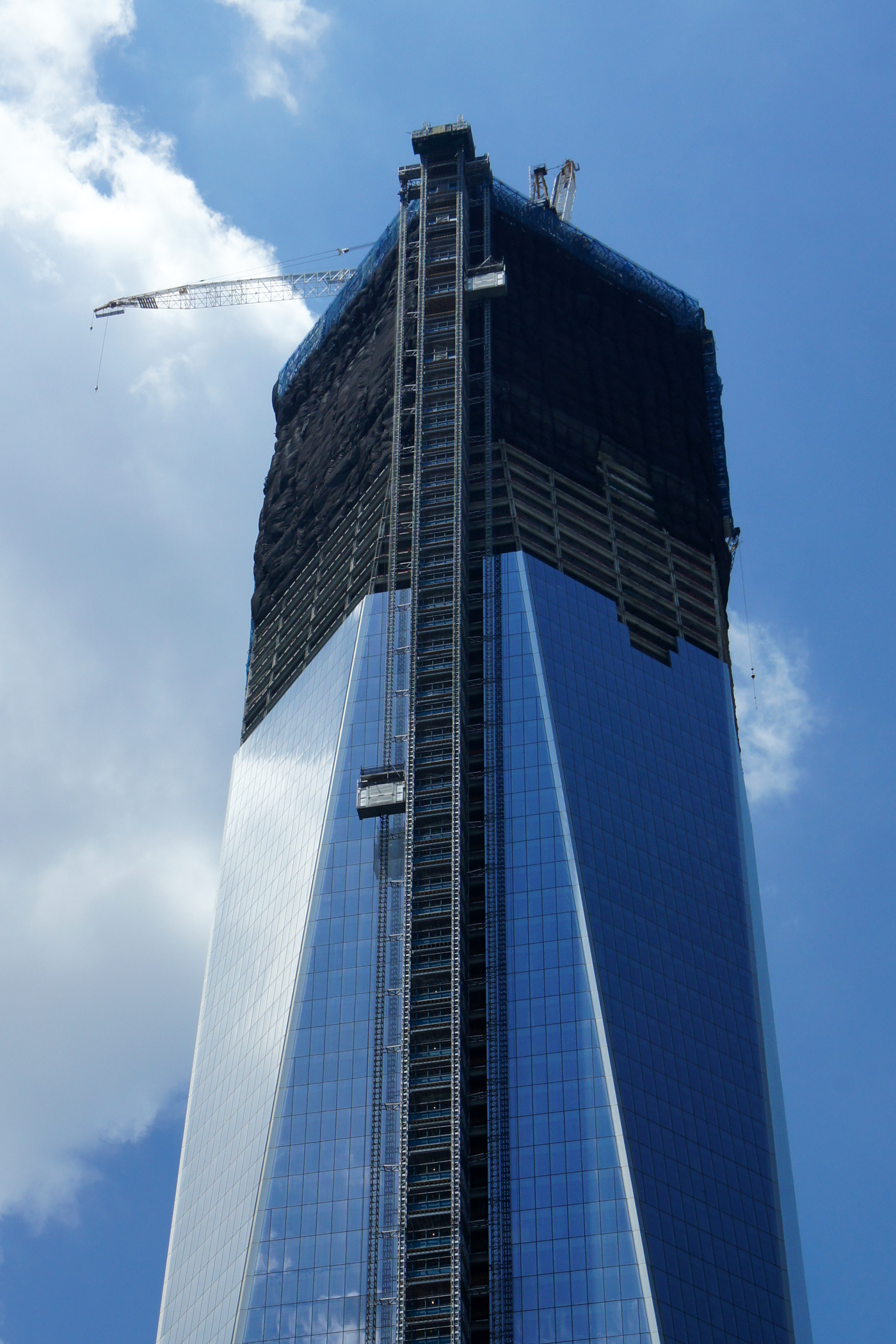
Blick von unten auf den oberen Teil des in Bau befindlichen Gebäudes kurz vor Erreichen der Dachhöhe, Juli 2012

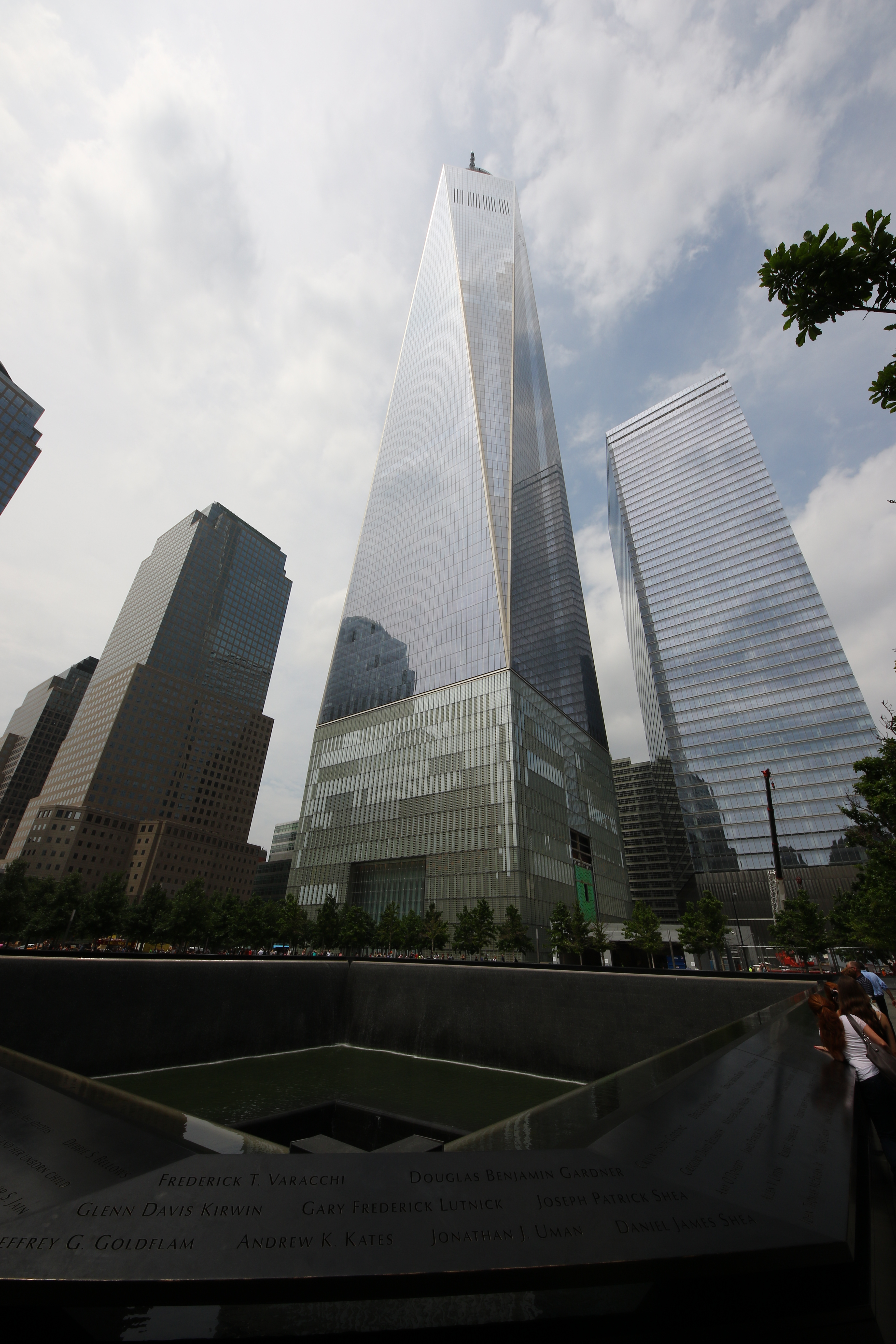
Blick von unten auf das Gebäude vom 9/11-Memorial

- Richtfest: Fertigstellung der Montage der Spitze am 10. Mai 2013
- Fertigstellung: November 2014
- Eröffnung: 3. November 2014
- Eröffnung Aussichtsplattform und Restaurant: 29. Mai 2015[41]
- Höhe: 541,3 Meter
- Spitze: 541,3 Meter
- Dach: 417 Meter
- oberstes Stockwerk: 406,6 Meter[1]
- oberirdische Etagen: Gesamt 104 (nach CTBUH-Kriterien 94)
- unterirdische Etagen: 5
- Aufzüge: 73 (davon 54 Personenaufzüge)[4]
- nutzbare Gesamtfläche: 325.279 Quadratmeter
- Restaurant: 102. Etage (über 390 Meter hoch gelegen)
- Aussichtsplattformen: ab Stockwerk 100 (zwischen 386 Meter und 406 Meter)
- Stahlverwendung: über 50.000 Tonnen
- Breite × Länge (horizontale Tiefe) des Erdgeschosses: 61 Meter × 61 Meter
- Höhe des Turmsockels: 60 Meter
- Tiefe des Fundaments: 60 Meter
- U-Bahnzugang: Unterirdischer Zugang zur Haltestelle World Trade Center

### Etagennutzung
Die folgende Nutzung der Stockwerke wird auf skyscraperpage.com angegeben:
| Stockwerke | Nutzung                                                   |
| ---------- | --------------------------------------------------------- |
| Dach       | Montage einer 124 Meter hohen Spitze                      |
| 103–105    | Aussichtsetagen, Telekommunikations- und Technikgeschosse |
| 102        | Restaurant                                                |
| 100–101    | Aussichtsetagen                                           |
| 95–99      | Technikgeschosse                                          |
| 65–94      | Büros                                                     |
| 64         | Skylobby                                                  |
| 21–63      | Büros                                                     |
| 1–20       | Schutzmantel vor Bodenangriffen wie z. B. LKW-Bomben etc. |
| 0          | Erdgeschoss mit Lobby                                     |
| B1–B5      | U-Bahnzugang, Einkaufspassage (unterirdisch)              |

## Besondere Aktionen
Im März 2014 veröffentlichte ein Basejumper ein im September 2013 entstandenes Video, bei dem sein Sprung vom Dach des One World Trade Centers bei Nacht gefilmt wurde. Nach dem Base-Jumping landete er auf der West Street in Manhattan.
Im November 2015 wurde der Künstler Donald Martiny eingeladen, zwei Werke für das One World Trade Center zu verfassen. Da seine Arbeiten sehr groß waren und nicht in seinem Studio gefertigt werden konnten, arbeitete Martiny während der Öffnungszeiten des Centers vor Publikum. Seine Werke tragen die Namen Lenape (benannt nach einem Indianerstamm, der früher große Teile der heutigen Bundesstaaten New York und New Jersey bevölkerte) und Unami (benannt nach der mittlerweile ausgestorbenen Sprache der Lenapes).
In den letzten Schluss-Szenen des Spielfilms Land of Plenty des deutschen Regisseurs Wim Wenders von 2004 ist die noch in ihrer Anfangsphase befindliche Baustelle des entstehenden One World Trade Center zu sehen.